# Bluszcz pospolity

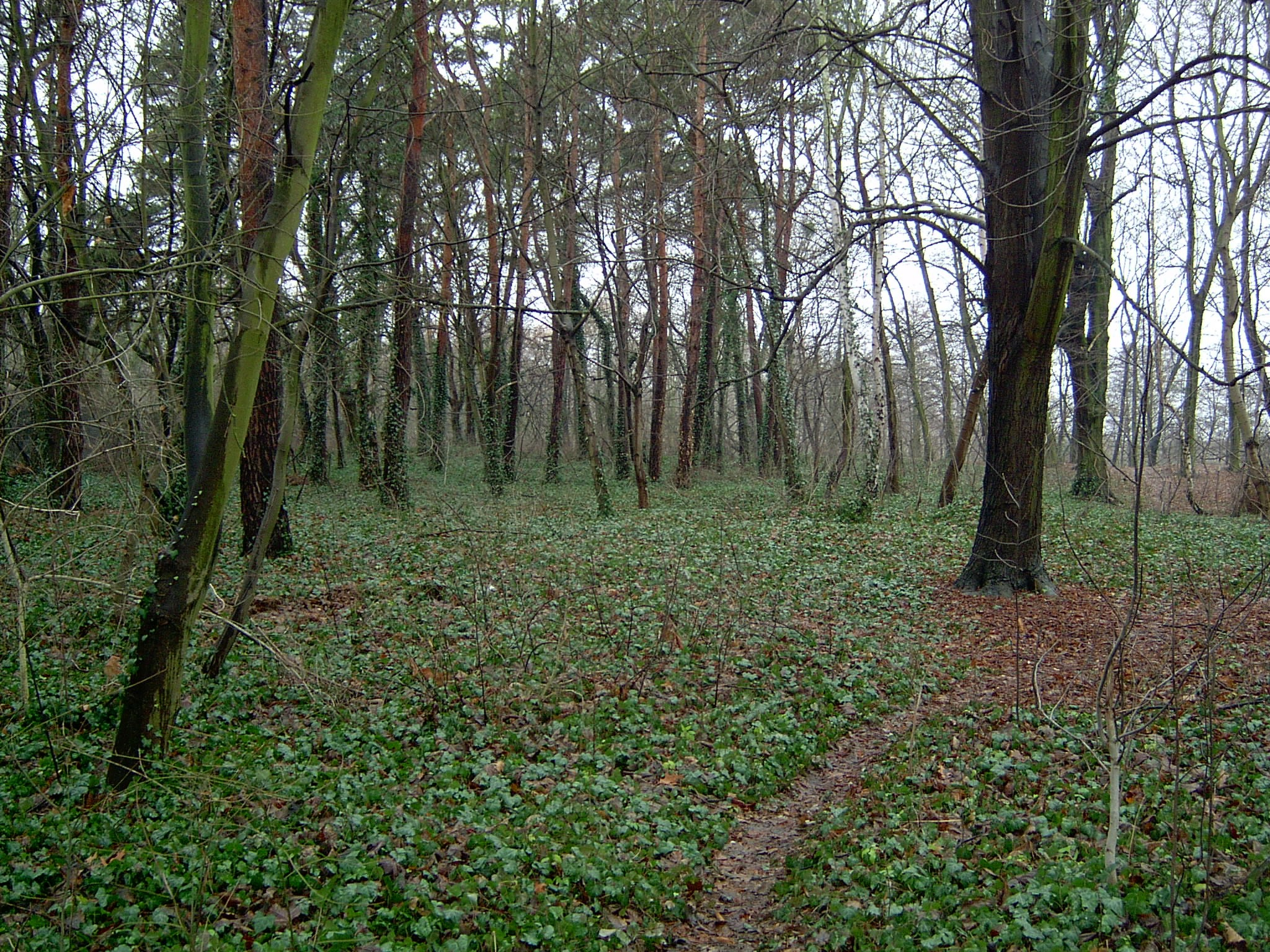
Las z masowo występującym bluszczem pospolitym, Szczecin-Zdroje

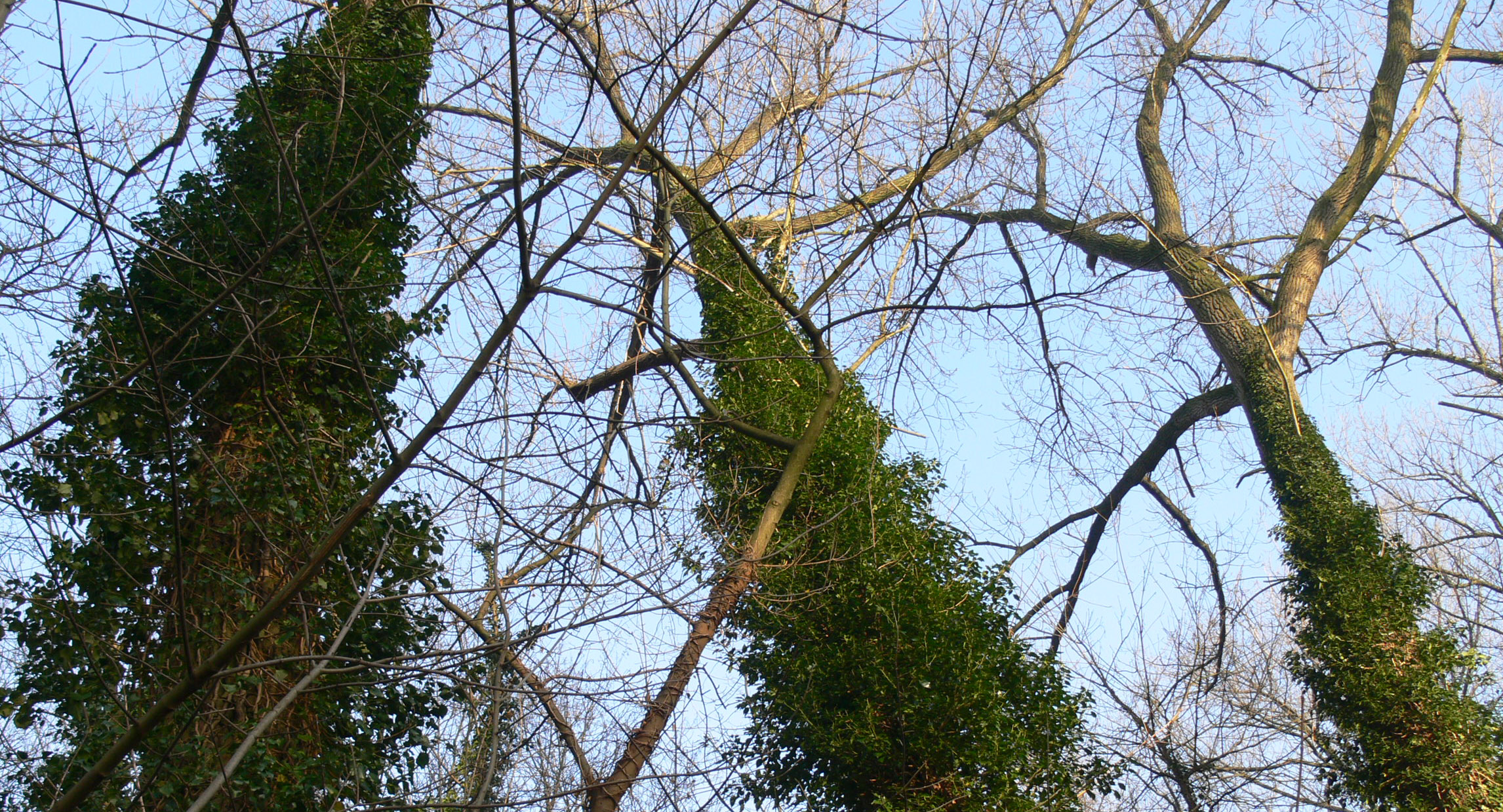
Drzewa oplecione bluszczem

Bluszcz pospolity (Hedera helix L.) – gatunek wiecznie zielonego pnącza należący do rodziny araliowatych (Araliaceae). Gatunek typowy dla rodzaju bluszcz (Hedera). Jest jedynym przedstawicielem rodziny araliowatych we florze Polski i jedynym w niej pnączem o liściach zimotrwałych. Występuje w lasach całej Polski, przy czym rosnąc wsparty na drzewach nie powoduje większej ich śmiertelności, czy nawet ograniczenia wzrostu. Poza naturalnym zasięgiem obejmującym Europę i Azję Mniejszą jest gatunkiem inwazyjnym. Bluszcz pospolity uprawiany jest jako roślina doniczkowa, okrywowa, parkowa. W uprawie jest niewymagający, a jego walory podnosi wielość odmian uprawnych o różnorodnych kształtach i barwach liści, sposobach wzrostu i wymaganiach. Jest rośliną miododajną, leczniczą i kosmetyczną. W tradycjach wielu narodów od dawna obecny jako roślina symboliczna, zwłaszcza jako symbol wierności i trwałości życia. W starożytności odgrywał ważną rolę w kultach szeregu bóstw egipskich, greckich i rzymskich.

## Rozmieszczenie geograficzne
Bluszcz pospolity jest gatunkiem śródziemnomorsko-atlantyckim. Występuje w całej Europie z wyjątkiem jej północnych krańców i części wschodniej (granica zasięgu biegnie od Szwecji, przez Estonię, Łotwę, Białoruś, Ukrainę po region Kaukaz (region) i Azji Mniejszej). Jako gatunek zawleczony i inwazyjny również w Stanach Zjednoczonych (od 1747 r.), Kanadzie, na Hawajach, w Australii i na Nowej Zelandii, w Brazylii, Indiach i Południowej Afryce.
Informacje o występowaniu według niektórych źródeł w Afryce Północnej (w pasie od Azorów, przez Maroko i wybrzeża Morza Śródziemnego po Tunezję) odnoszą się do bluszczu kanaryjskiego (Hedera canariensis). Gatunek ten traktowany jest czasem jako podgatunek bluszczu pospolitego (np. we Flora Europaea).
Bluszcz pospolity w Polsce występuje na całym obszarze, często w części zachodniej i południowej, rzadziej w centrum, na Podlasiu i Lubelszczyźnie, bardzo rzadko w północnej części Mazowsza i na Suwalszczyźnie. Stanowiska w Puszczy Białowieskiej znajdują się tuż przy wschodniej granicy zasięgu. W polskich górach sięga do wysokości około 800 m n.p.m., w Wogezach notowany na 1000 m n.p.m., w Alpach występuje na wysokości 1800 m n.p.m. Ze względu na łatwość z jaką dziczeje i rozprzestrzenia się w wielu wypadkach trudno określić genezę i tym samym naturalność stanowisk. Bardzo często zdziczały rośnie w starych parkach i na cmentarzach.
W klimacie morskim wspina się wysoko na rozmaite podpory, obficie kwitnie i owocuje. Im dalej na wschód i północ oraz im większa wysokość nad poziomem morza, tym częściej rośnie w formie płożącej i tym rzadziej kwitnie. Na wysuniętych najdalej na północ stanowiskach w środkowej Szwecji i Estonii, bluszcz pospolity rozmnaża się tylko wegetatywnie od około 5 tysięcy lat, tj. od ochłodzenia, które nastąpiło wraz z końcem okresu atlantyckiego. W Polsce okazy kwitnące spotykane są często na zachodzie, zanikają w rejonie doliny Wisły i dalej na wschodzie są już bardzo rzadkie. Zasięg bluszczu wyraźnie limitowany jest warunkami klimatycznymi – odpowiednio ciepłym okresem letnim (temperatura najcieplejszego miesiąca przekracza 13 °C) i łagodnym okresem zimowym (temperatura najzimniejszego miesiąca nie niższa niż −1,5 °C).
Gatunek jest ekspansywny w lasach liściastych strefy umiarkowanej w Europie, wyraźnie zwiększając swoje zasoby w ciągu XX i na początku XXI wieku.

## Morfologia

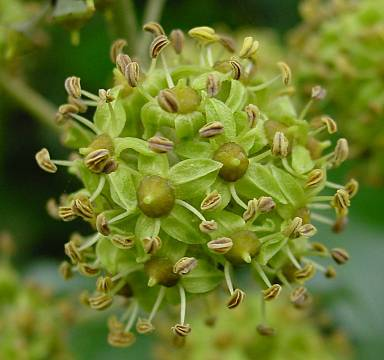
Kwitnący kwiatostan

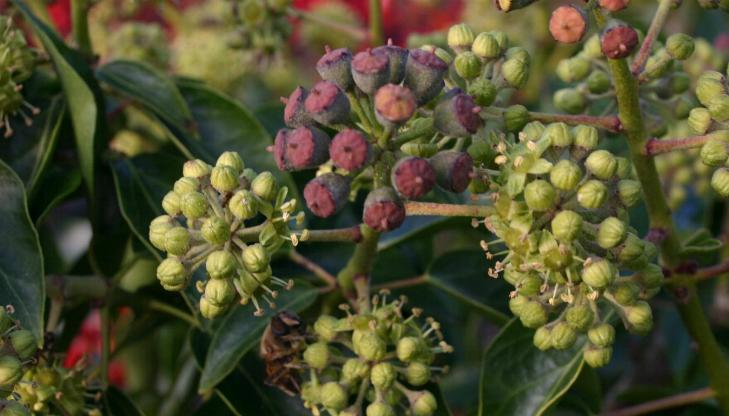
Kwiatostany w różnej fazie rozwoju

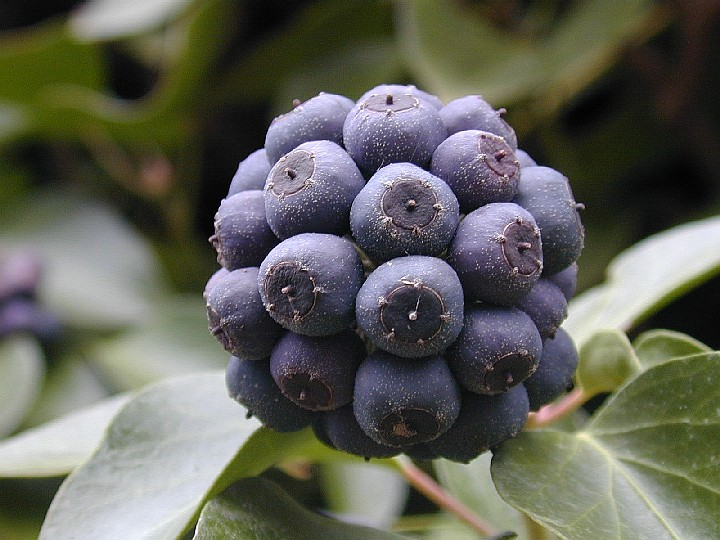
Owoce bluszczu

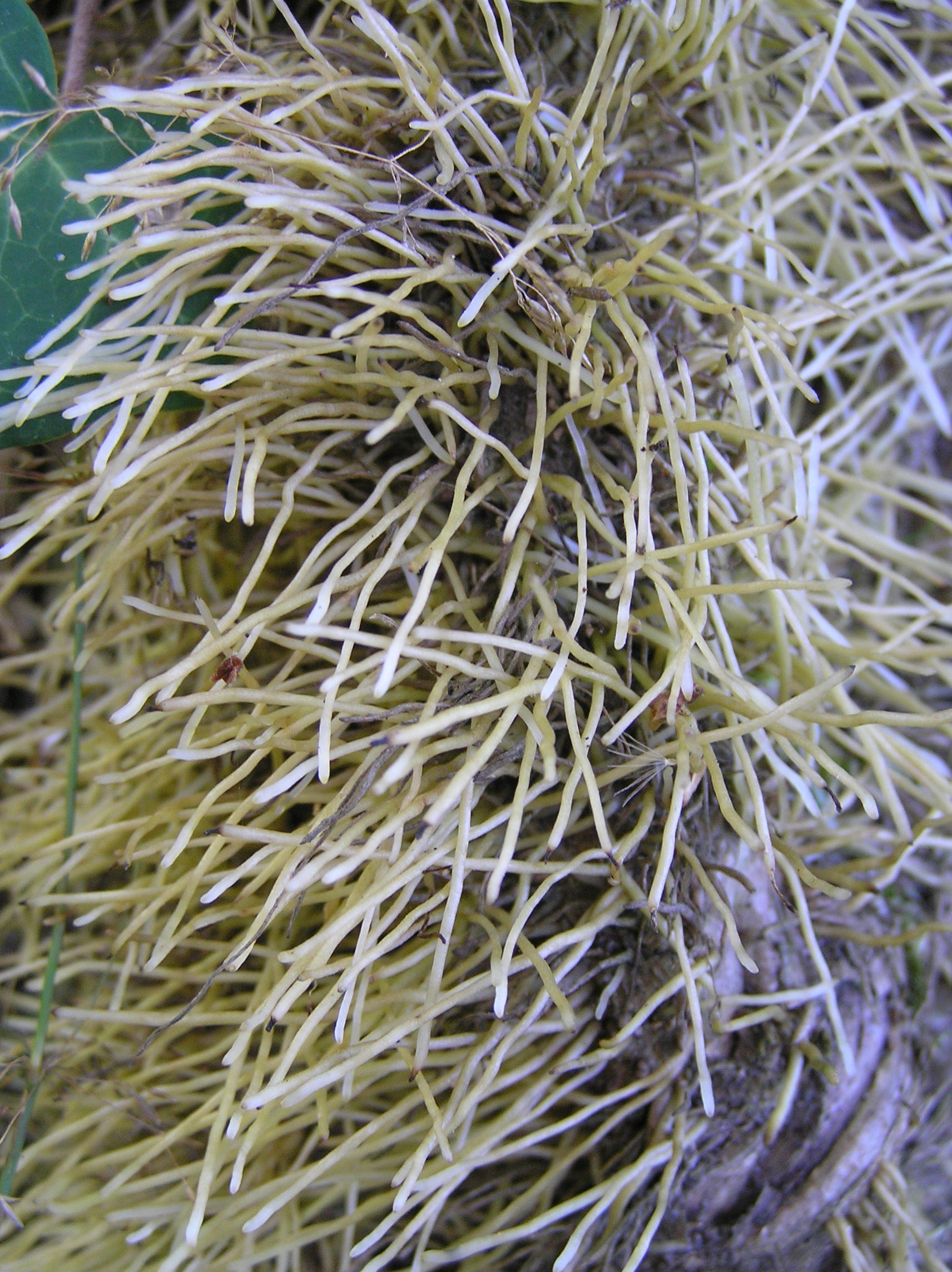
Czepne korzenie przybyszowe

ŁodygaPłożąca się lub pnąca przy pomocy korzeni przybyszowych do wysokości 20 m (rzadko do 30 m). Osiąga do 70 cm obwodu w pierśnicy. Silnie się rozgałęzia i jako roślina płożąca rozrosnąć się może na rozległej powierzchni, np. przy jednym z zamków w Niemczech jedna roślina pokryła 860 m² skał. W uprawie doniczkowej łodygi osiągają do 2 m długości. Pędy kwitnące (w zasadzie nie występują u roślin uprawianych w doniczkach) pozbawione są korzeni przybyszowych i rosną wzniesione, odstając od podpory. Na starszych roślinach powstają także gałęzie zwisające, nie wykorzystujące podpory. Różne części rośliny pokryte są gwiazdkowatymi włoskami z 4–10 promieniami. Owłosienie nadaje szarą barwę młodym pędom.
KorzeniePoza systemem korzeniowym rozwijającym się wraz z pojawieniem się siewki, na gałęziach wyrastają liczne korzenie przybyszowe (powietrzne, czepne). Korzenie te umożliwiają roślinie wspinanie się, ponieważ pozbawione są geotropizmu – wykazując heliotropizm ujemny wrastają w ciemne szpary murów i kory drzew, silnie przywierając do nierównych powierzchni. Korzenie nie sięgają żywych tkanek drzew stanowiących podporę i tym samym bluszcz nie osłabia drzew, na których rośnie, nie pobiera z nich wody ani soli mineralnych.
LiścieZimozielone, skrętoległe. W młodości owłosione, później nagie. Blaszki liściowe z wierzchu ciemnozielone z wyraźną siatką jasnożółtych nerwów i błyszczące, pod spodem jaśniejsze, matowe. Liście czerwienieją przy niższych temperaturach, są skórzaste i dwupostaciowe (heterofilia). Osadzone na pędach płonnych 3–5 klapowe (klapy trójkątne), u nasady sercowate, na szczycie tępe, długości i szerokości od 4 do 10 cm (u wielu odmian drobne). Liście pędów położonych niżej zazwyczaj silniej wcinane. Liście rosnące na pędach kwitnących są jajowate lub jajowatolancetowate, całobrzegie, zaostrzone, silnie lśniące. Podobne są pierwsze liście bluszczu kiełkującego z nasiona. Pod kwiatostanami liście są wąskie, lancetowate. Ogonek liściowy długości 3–7 (11) cm, z wierzchu zwykle brązowy lub czerwonobrązowy. Trwałość liści wynosi 3 lata. Liście bluszczu są dobrym przykładem mozaiki liściowej, tj. takiego ułożenia liści, że nie zasłaniają się one wzajemnie.
KwiatyObupłciowe, drobne, 5-krotne, zebrane w gęste, kulistawe baldachy o średnicy 2–4 cm, a te z kolei zebrane po 3–10 tworzą wiechowaty kwiatostan złożony. Szypuły baldachów mają 2–3,5 cm długości, a cała wiecha tworząca się zawsze na szczycie pędu – do 10 cm. Oś kwiatostanu pokryta jest szarymi, gwiazdkowatymi włoskami. Przysadki błoniaste, drobne. Kielich krótki, z 5 wyraźnymi, trójkątnymi, brązowymi ząbkami o długości do 0,5 mm. Płatki korony szerokie, trójkątnie-jajowate, mięsiste, do 4 mm długości i 2,5 mm szerokości, wewnątrz zielonożółte do białozielonych, od zewnątrz brunatne. Wyrastają rozpostarte poziomo, z zaostrzonymi końcami podwijającymi się. Odpadają wkrótce po przekwitnieniu. Pręcików 5 o nitkach długości 2–3 mm, z poziomo ustawionymi, jajowatymi i dwudzielnymi pylnikami z workami pyłkowymi w kolorze żółtozielonym. Pyłek żółtobrunatny. Szyjka słupka krótka (do 1,5 mm długości), pojedyncza, ale powstała ze zrośnięcia 5 szyjek, otoczona żółtym na 4 mm szerokim pierścieniem miodnikowym. Słupek 5-krotny, na wpół dolny. Kwiaty są przedprątne. Bluszcz kwitnie bardzo obficie, na jednej roślinie rozwija się od 50 do 128 tysięcy kwiatów.
OwocePestkowce, kuliste, wielkości grochu (średnica 8–10 mm), początkowo ciemnobrązowe, dojrzałe niebieskoczarne (u odmian czasem żółte). Na szczycie z dyskiem, na którego brzegu znajdują się pozostałości działek kielicha, a na szczycie zaschnięta szyjka słupka. Owoce zawierają żywice i 3–5 nasion. Nasiona są nerkowate, trójkanciaste, długości 2,5–5 mm przy szerokości i grubości ok. 1–2,5 mm. Ich powierzchnia jest gładka i matowa o barwie od ciemnobrunatnej do niebieskoczarnej (początkowo są żółtawobiałe).

## Biologia

### Anatomia
Ważną rolę ze względów taksonomicznych pełnią włoski okrywające młode pędy i inne fragmenty rośliny. Składają się one z centralnej kolumienki, ze szczytu której wyrastają jednokomórkowe promienie. U podgatunku typowego (ssp. helix) promienie te są wzniesione, podczas gdy u bluszczu irlandzkiego (ssp. hibernica lub ‘Hibernica’) opadają w dół lub leżą. Drewno bluszczu jest jasne, porowate i miękkie, jego gęstość wynosi 530 kg/m³. Ważnym przystosowaniem tego gatunku jest umiejętność silnego przyczepienia się do podłoża. Odbywa się to w ten sposób, że czapeczka i ryzoderma korzeni przybyszowych wydzielają śluz przylepiający korzeń do podłoża, następnie korzenie ulegają korkowaceniu silnie przywierając do nierówności podłoża.

### Rozwój
Roślina wieloletnia, długowieczna, znane są okazy 700-letnie, według innych źródeł nawet 1000-letnie, zwykle żyje 200–300 lat (w uprawie doniczkowej 3–10 lat). Jest chamefitem drewniejącym i fanerofitem. Bluszcz rośnie stosunkowo wolno, poniżej 1 m długości rocznie.
KwitnienieBluszcz kwitnie od września (czasem od sierpnia) do października. Po raz pierwszy zakwita dopiero w 8–10 roku życia, w stanie dzikim kwitnie nieczęsto, tylko osiągnąwszy odpowiedni wiek i w odpowiednich warunkach. Kwitną zwykle stare okazy wysoko wspinające się i w związku z tym dobrze oświetlone. Zakwitają także okazy płożące, jeśli są dostatecznie stare i dobrze doświetlone. Kwiaty bluszczu otwierają się w godzinach przedpołudniowych, znakomita większość ok. godz. 7-8 rano. Kwiaty są przedprątne – najpierw dojrzewają pylniki, pękają wysypując pyłek i odpadają. Następnie znamię słupka staje się gotowe do zapylenia, a krążek miodnikowy zaczyna silniej wydzielać nektar. Kwiaty wydzielają zapach padliny, zwabiając muchy, dodatkowo nektar wabi pszczoły, osy, szerszenie i trzmiele, rzadko motyle. W ciepłe dni wrześniowe bluszcz jest chętnie oblatywany przez pszczoły korzystające z późnego pożytku. Do zapylenia czasem dochodzi w sytuacji, gdy pyłek spadnie na znamię kwiatu, który wcześniej rozpoczął kwitnienie. Pojedynczy kwiat kwitnie przez tydzień, z czego nektar wydzielany jest przez 1–3 dni, a kwitnienie całej rośliny trwa przez około miesiąc.
Owocowanie i rozsiewanieOwoce dojrzewają w kwietniu i maju następnego roku (w cieplejszym klimacie już w marcu). Roznoszone są przez ptaki (ornitochoria), głównie kapturkę, pliszki i drozdy. Owoce są niechętnie zjadane przez ptaki, gdyż zawierają żywicę, jednak w śnieżne zimy, gdy brak innego pożywienia stają się dla nich cenne. Ponieważ w wydalanych odchodach znajduje się zwykle po kilka nasion, często kiełkują siewki i później rosną rośliny skupione u nasady w kępę.
KiełkowanieNasiona kiełkują zwykle po 6–14 dniach, zachowując zdolność do kiełkowania przez kilkadziesiąt dni. Po wyschnięciu owocu nasiona obumierają. Siewka pojawia się na powierzchni gruntu najczęściej na początku lata. Hipokotyl ma do 5 cm wysokości. Dwa liścienie osadzone są na ogonkach długości ok. 2 mm i mają blaszkę jajowato eliptyczną o długości do 2 cm, czasem nieco asymetryczną, u nasady i na wierzchołku zaokrągloną. Blaszka liścieni jest naga, nieco błyszcząca i skórzasta. Epikotylu brak. Pierwsze liście osadzone są na ogonkach do 1,5 cm długich i mają blaszkę jajowato trójklapową do 1,7 cm długości. Młoda roślina cechuje się heliotropizmem dodatnim rosnąc ku górze w stronę światła. Po rozwinięciu 5 lub 6 liścia zaczyna się pokładać szukając cienia.

### Cechy fitochemiczne
Cała roślina zawiera kwaśne saponiny trójterpenowe (głównie hederageninę, α-hederynę i hederakozyd C), szczególnie liczne w owocach, które wyróżniają się także wysoką zawartością lipidów (32%). W liściach obecne są m.in. niewielkie ilości alkaloidu emetyny, 5–8% saponin kwasu oleanolowego i hederasapononin (hederagenina i bojgenina), flawonoidów (np. rutyna), fenoli (poliacetyleny, falkarinol, falkarinon), garbników, kwasów organicznych (kawowy, chlorogenowy, mrówkowy), cholesterolu, żywic, olejku eterycznego (z mono- i seskwiterpenami) i skopoliny. Stężenie saponin w liściach wynosi 5%, przy czym najwięcej jest α-hederyny oraz hederakozydu B i C (hederasaponin B i C). α-hederyna o największej spośród nich aktywności farmakologicznej powstaje z hederasaponiny C po enzymatycznym odszczepieniu dwóch cząsteczek glukozy. Udział składników mineralnych w 100 g suchej masy liści jest następujący: N = 0,80 g, P = 0,031 g, K = 0,77 g, Mg = 0,31 g. Roślina ma smak gorzki, mdły i nieprzyjemny. Zapach kwiatów określany jest jako nieprzyjemny.
Roślina trującaWszystkie części rośliny, a zwłaszcza owoce są trujące dla człowieka, szczególnie dla dzieci. Przyczyną są szkodliwe saponiny działające drażniąco na skórę i spojówki oczu. Po spożyciu wywołują pieczenie w ustach i gardle, mogą wywoływać biegunkę i skurcze, a przy większych ilościach zatrzymanie oddechu. Opisywano też działanie polegające na wywoływaniu halucynacji i odrętwienia. Kontakt skóry z sokiem komórkowym może wywołać dermatozy objawiające się zaczerwienieniem skóry, uczuciem świądu i wysypką. Alergenem skórnym jest falkarinol (podobnie jak u innych araliowatych). Przypadki uczuleń na bluszcz są jednak bardzo rzadkie, w literaturze naukowej opisano ich tylko kilka. Obecność słabo trujących metabolitów w owocach jest korzystna dla bluszczu, bowiem ogranicza wielkość ich spożycia przez pojedynczego roślinożercę, co zwiększa szanse na skuteczne rozprzestrzenienie. Poza człowiekiem bluszcz jest toksyczny także dla bydła, kur, psów, saren i owiec.

### Genetyka
Liczba chromosomów 2n= 48, ssp. hibernica 2n= 96. Diploidalne komórki fazy młodocianej zawierają 3,6 pg DNA, w komórkach pędów kwitnących znajduje się 6,2 pg DNA. Różnica wynika z przemiany, jaka dokonuje się w trakcie morfogenezy zarówno pod względem jakościowym (różnice w replikacji heterochromatyny zwane amplifikacją genów), jak i ilościowym (ploidyzacja) w materiale genetycznym.

## Ekologia

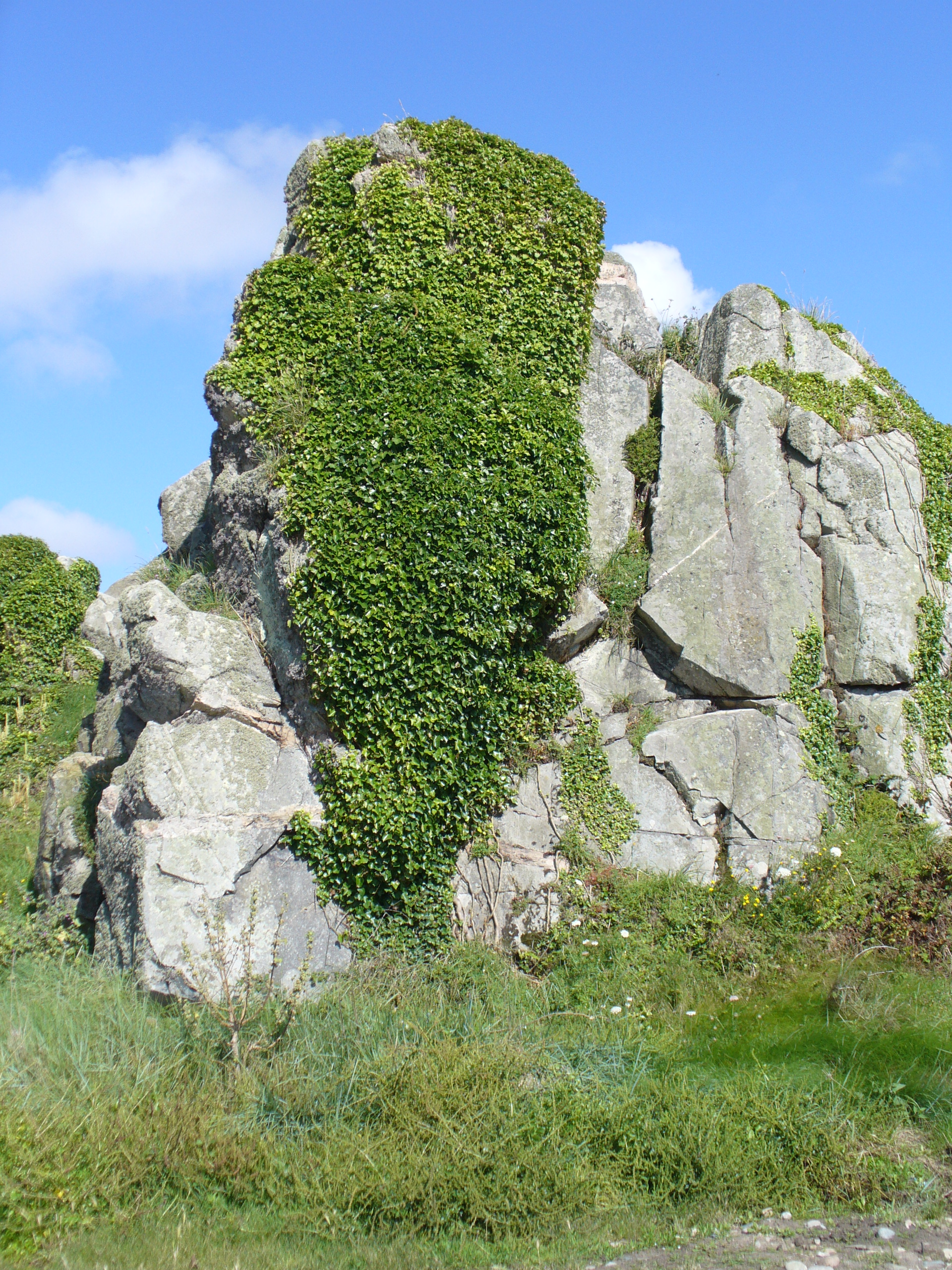
Bluszcz rosnący na skale w Bretanii

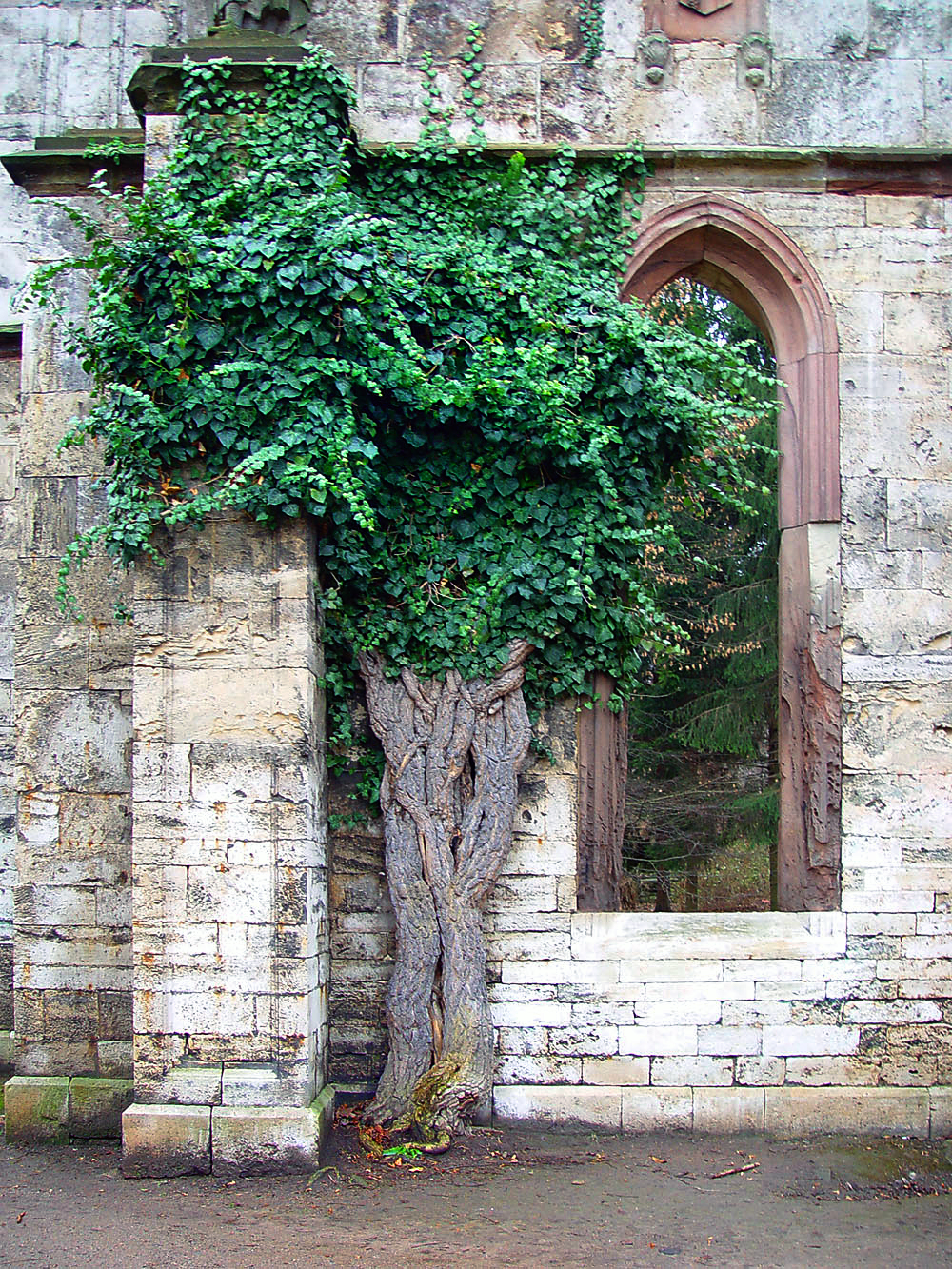
Bluszcz przy ruinach domu templariuszy w Weimarze

SiedliskoBluszcz pospolity występuje w naturze zwykle w lasach grądowych i łęgowych oraz buczynach, poza tym także na klifach i skałkach wapiennych. Gatunek tolerancyjny, rośnie zarówno na glebach słabo kwaśnych, jak i zasadowych, ale preferuje gleby świeże i próchniczne. Cienioznośny. Posiada ogromne zdolności przystosowawcze; może dobrze rosnąć nie tylko we właściwych dla siebie wilgotnych i zacienionych lasach, ale również w miejscach suchych i słonecznych oraz na rumowiskach skalnych, jeśli tylko klimat nie jest zbyt kontynentalny (nie toleruje silnych mrozów). Źle znosi także długotrwałe okresy wysokiej temperatury. Pożary mu szkodzą, jednak nie pali się łatwo ze względu na zimozielone liście i dużą zawartość wody (65–70%). Odporny jest na zanieczyszczenie powietrza dwutlenkiem siarki i pyłowe, bardzo wrażliwy jest jednak na zasolenie gleby. Rozsiewa się skutecznie w lasach prześwietlonych lub z zaburzonym runem leśnym (zarówno z przyczyn naturalnych, jak i w parkach, na plantacjach), słabiej w miejscach z silnie rozwiniętym i bogatym gatunkowo runem leśnym. Wspina się po drzewach nie czyniąc im bezpośrednio żadnej szkody i nie powodując w normalnych warunkach ich śmierci (jak mylnie sądził Teofrast, zm. 287 p.n.e., a w średniowieczu Albert Wielki). W obserwacjach trwających kilkadziesiąt lat w lasach Anglii i Francji nie stwierdzono większej śmiertelności, czy nawet ograniczenia wzrostu wśród drzew wspierających bluszcz. Bluszcz jest preferowany przez wiele gatunków ptaków jako miejsce gniazdowania.
Roślina inwazyjnaBluszcz rozpowszechniany jako roślina ozdobna, dziczeje poza obszarem naturalnego zasięgu stając się kłopotliwym gatunkiem inwazyjnym. Do cech decydujących o jego inwazyjnym charakterze należą: łatwość i tempo rozprzestrzeniania się, brak szkodników, odporność na niskie temperatury. Traktowany jest jako gatunek problematyczny ponieważ rosnąc na powierzchni ziemi tworzy gęste agregacje uniemożliwiające rozwój rodzimym gatunkom roślin. Wspinając się na drzewa bluszcz silnie rosnąc ku górze sukcesywnie powoduje obumieranie niższych gałęzi ograniczając dostęp światła. Wbrew obserwacjom z Europy, źródła amerykańskie dowodzą szkodliwego wpływu bluszczu na drzewa, informując o osłabionym wzroście drzew silnie porośniętych bluszczem, o większym ich narażeniu na złamanie lub wywrócenie podczas silnych deszczów, wiatrów lub opadów śniegu. Bluszcz stanowi rezerwuar dla patogenu – Xylella fastidiosa – bakterii wywołującej szereg chorób roślinnych m.in. wiązów, dębów, klonów. Obszary leśne opanowane przez bluszcz nazywane są w USA bluszczowymi pustyniami (ivy deserts). Bluszcz pospolity umieszczony został na listach chwastów w stanach Waszyngton i Oregon, przy czym w tym drugim zabroniony jest także import i handel bluszczem. W celu zwalczania bluszczu w krajach gdzie występuje inwazyjnie organizowane są akcje pod hasłami Liga bez bluszczu lub Precz z bluszczem. Silnie inwazyjny charakter mają tylko 4 z setek kultywarów uprawianych na świecie: ‘Hibernica’, ‘Baltica’, ‘Pittsburgh’ i ‘Star’.

## Zmienność

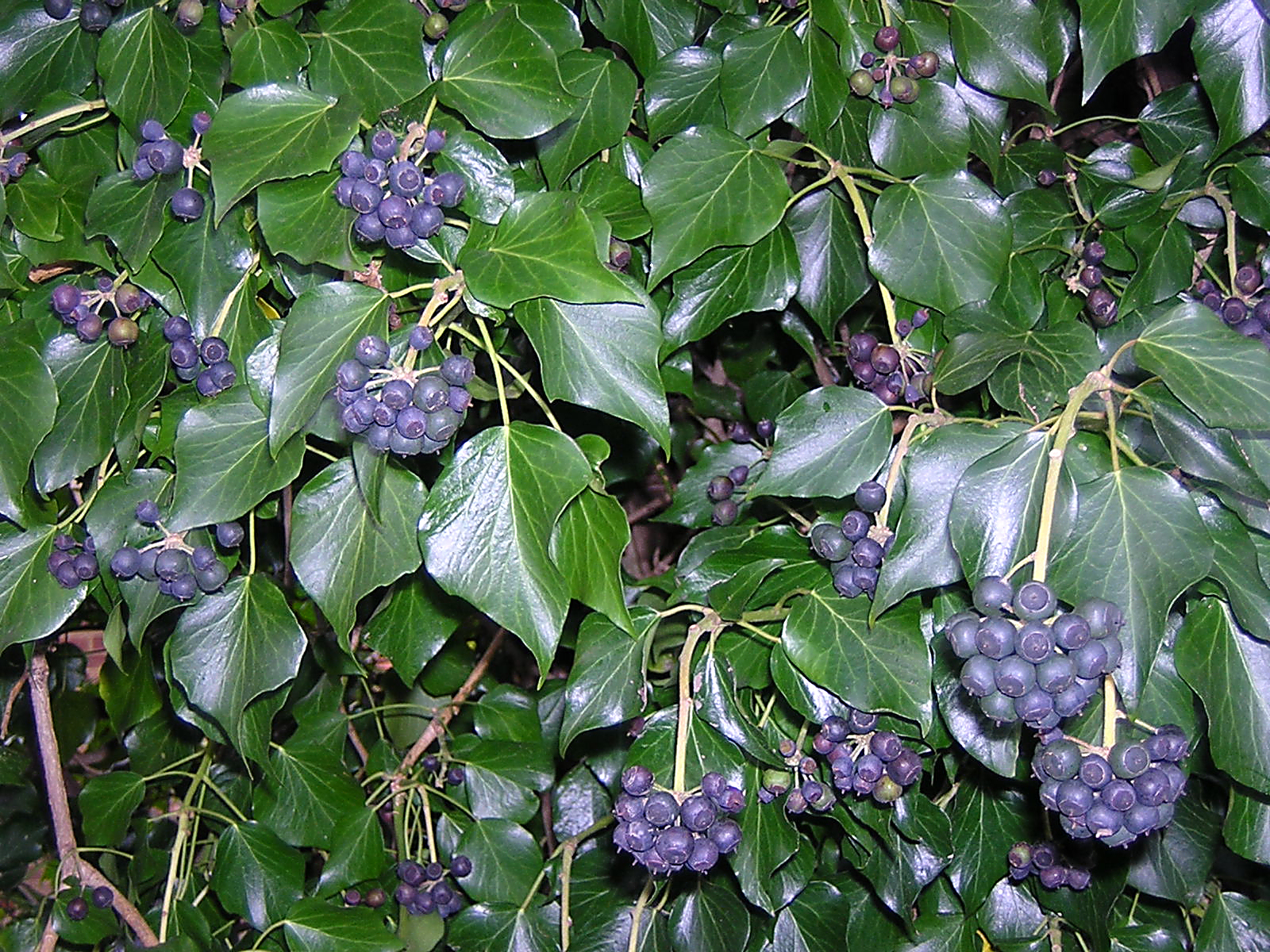
Bluszcz irlandzki (ssp. hibernica) z owocami

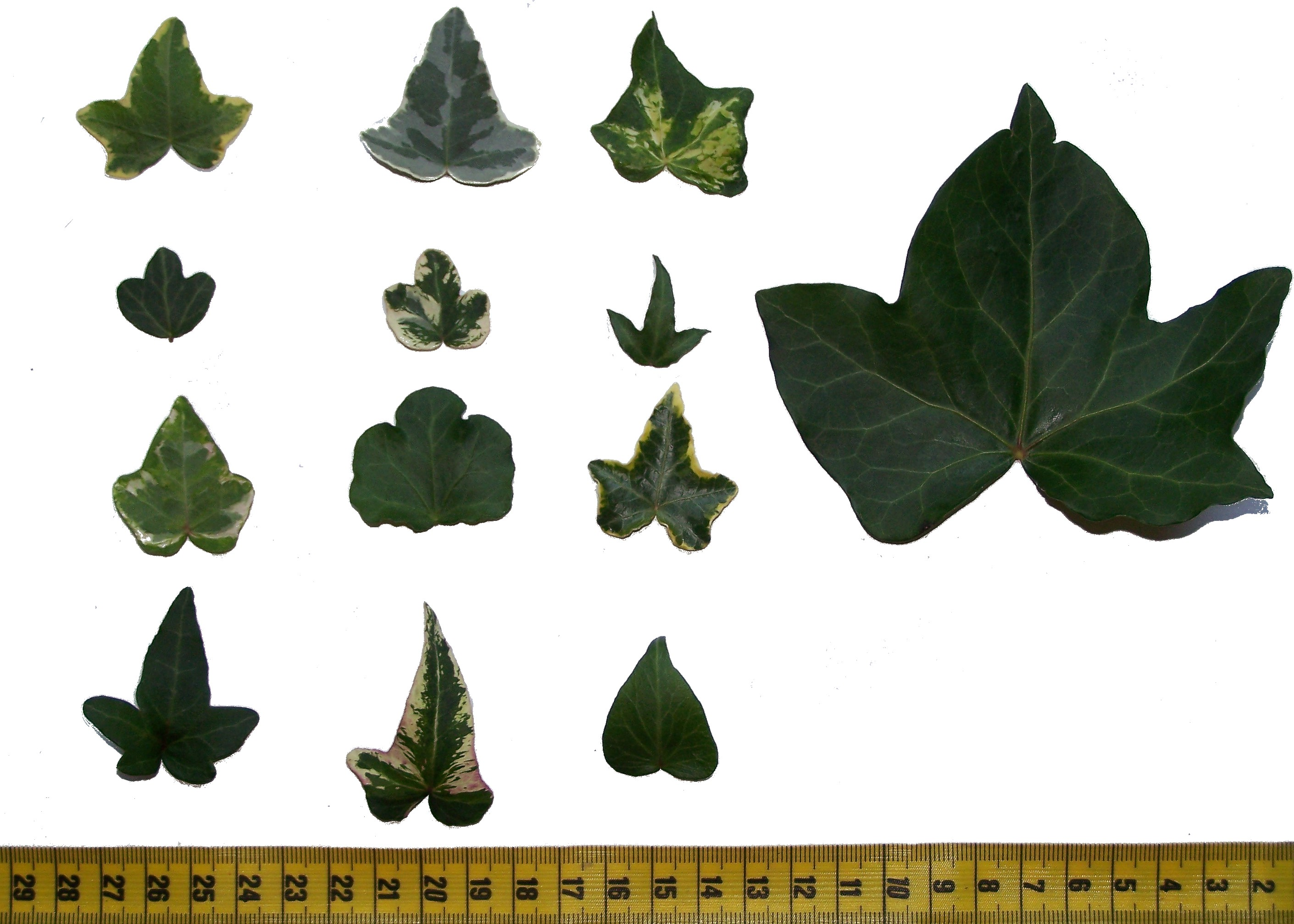
Po prawej liść typowy, po lewej przykłady liści odmian uprawnych

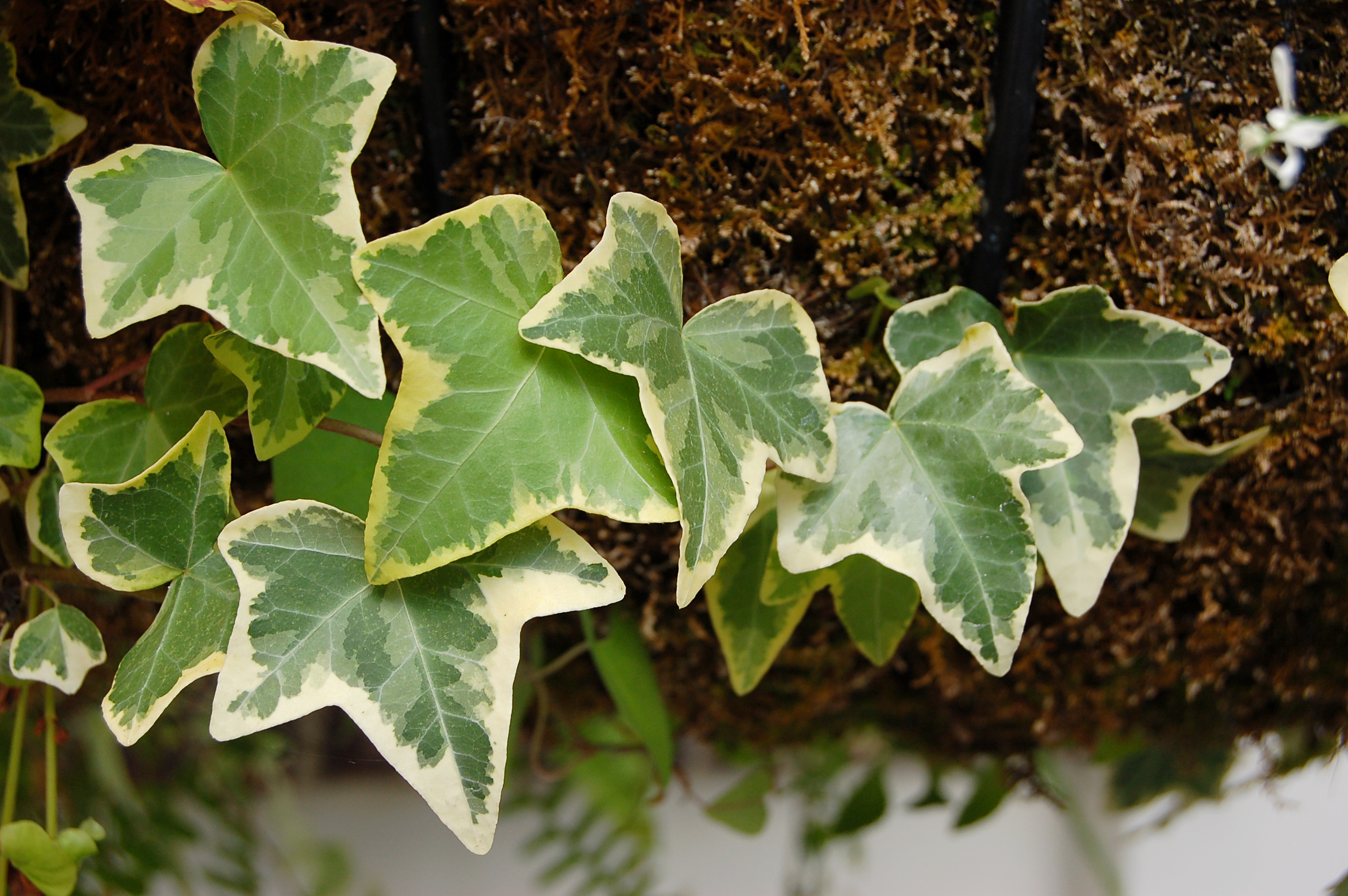
Odmiana 'Lady Frances'

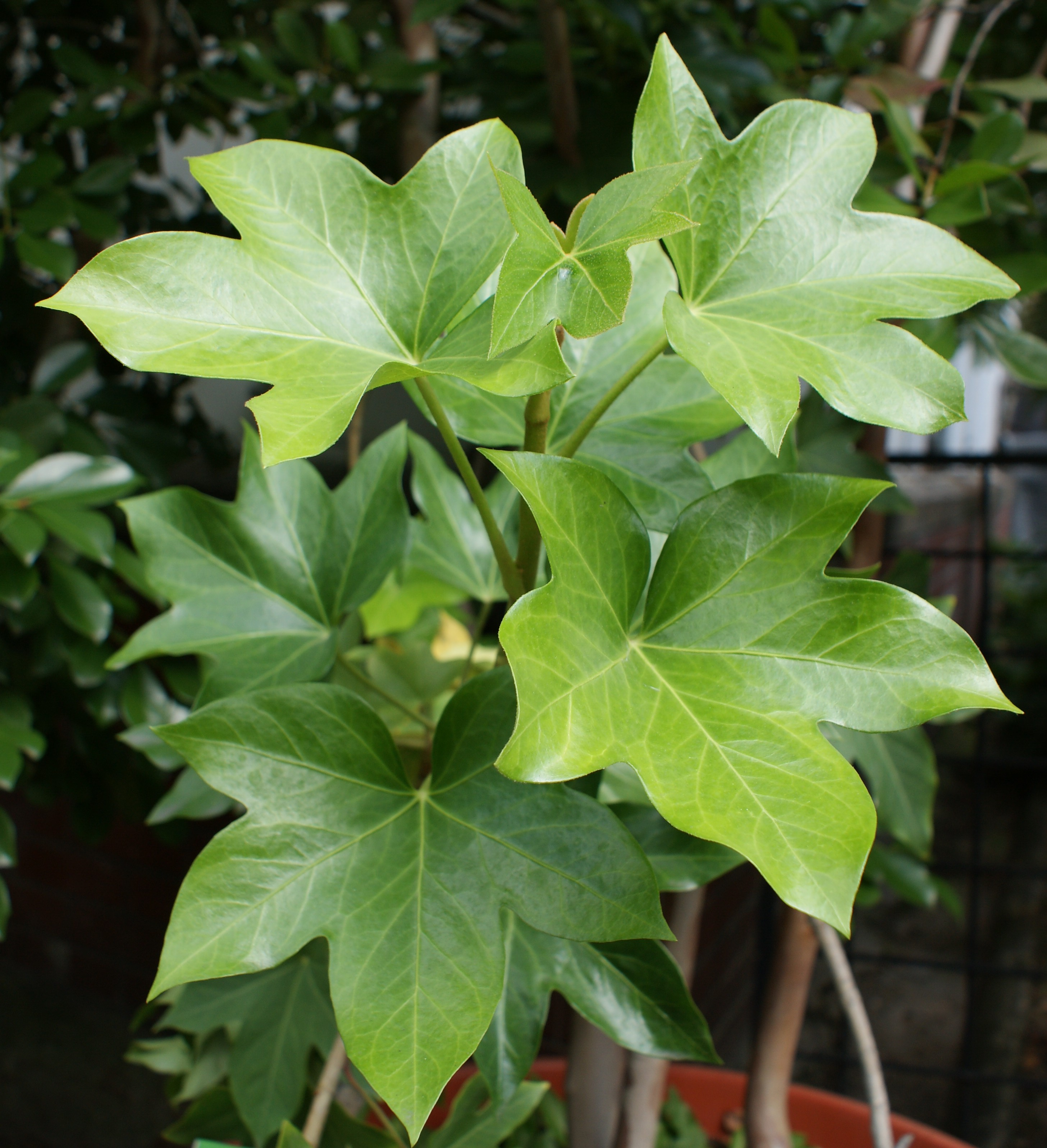
Liście mieszańca bluszczu i fatsji japońskiej

Gatunek bardzo polimorficzny. Podawane są różne liczby podgatunków w zależności od ujęcia taksonomicznego. We Flora Europaea wyróżniono trzy podgatunki: ssp. helix (typowy), ssp. poetarum (południowy) i ssp. canariensis (kanaryjski). W bazie Germplasm Resources Information Network (GRIN) wyróżniono tylko ssp. helix i ssp. poetarum (podgatunek kanaryjski włączono do pierwszego z wymienionych podgatunków). W innych ujęciach wyróżnia się jako odrębny gatunek bluszcz kanaryjski (Hedera canariensis Willd. 1808, syn. H. helix subsp. canariensis (Willd.) Coutinho 1913), podczas gdy podgatunek południowy uznawany jest za odmianę (var. poetica West. 1770). Za wyłączaniem bluszczu kanaryjskiego w randze odrębnego gatunku przemawia odmienna liczba chromosomów i niezdolność tworzenia mieszańców. W XXI wieku ukazało się szereg publikacji, które dodatkowo to samo postulują w odniesieniu do opisywanego dotychczas zwykle w roli odmiany hodowlanej lub podgatunku bluszczu irlandzkiego H. helix subsp. hibernica. Bluszcz irlandzki od pospolitego różni się DNA chloroplastowym, morfologią włosków, ekologią. Bluszcz pospolity jako diploid ma być formą wyjściową dla tetraploidalnego bluszczu irlandzkiego.
Podział na podgatunki
- Hedera helix L. subsp. helix – podgatunek typowy
- Hedera helix L. subsp. poetarum Nyman (syn. Hedera chrysocarpa Walsh, Hedera poetarum Bertol., Hedera helix var. poetica Weston) – występuje w Turcji, Grecji i południowych Włoszech, zdziczały w różnych miejscach w basenie Morza Śródziemnego. Od podgatunku typowego różni się żółtą lub pomarańczową barwą owoców, jaśniejszą barwą liści. Podgatunek ten ma włoski z 5-6 promieniami, podczas gdy mający podobnego koloru owoce bluszcz himalajski posiada włoski tarczkowate z 15–20 ramionami[44].
- H. helix L. subsp. rhizomatifera McAllister – podgatunek opisany w 1989 z południowej i wschodniej Hiszpanii. Wyróżnia się drobnymi liśćmi o szerokości i długości nie przekraczającej 3 cm oraz wyraźnymi nerwami[46].
- H. helix L. subsp. hibernica (G. Kirchn.) D. C. McClint. (syn. H. hibernica (G. Kirchn.) Carrière, H. hibernica, H. grandifolia, H. helix ‘Hibernica’) – podgatunek irlandzki, bluszcz irlandzki. Tetraploid o dyskusyjnym statusie taksonomicznym. Bluszcz wrażliwy na mróz, występuje wzdłuż europejskich wybrzeży atlantyckich od Portugalii po Wyspy Brytyjskie. Liście ma największe wśród odmian bluszczu pospolitego i większe niż u typu, osiągają do 15 cm długości, z ogonkami do 20 cm długości. Liście są cieńsze i matowo ciemnozielone, zwykle 5-klapowe, nerwy zwykle zielonkawe. Włoski na pędach rozgałęzione na 6–8 ramion, na liściach podzielone na 4 ramiona.

Odmiany uprawne
W obrębie podgatunku typowego opisano około 400 odmian uprawianych jako rośliny ozdobne. Przegląd odmian uprawnych:
- H. helix ‘Arborescens’ – odmiana krzaczasta. Rośnie krzaczasto, ma pędy bez korzeni czepnych, liście całkowite i zaostrzone – typowe dla pędów kwitnących bluszczu, kwitnie i owocuje.
- H. helix ‘Arbori compact’ (syn. ‘Arborescens Nana’) – pokrój i liście jak u odmiany ‘Arborescens’, ale rośliny są bardziej gęste i wolno rosną.
- H. helix ‘Argenteovariegata’ – odmiana białopstra. Liście pstrokate, biało-zielone, nieregularnie biało obrzeżone.
- H. helix ‘Atropurpurea’ – liście soczyście zielone, zimą przebarwiają się na silny czerwony kolor[25].
- H. helix ‘Aureovariegata’ – odmiana złotopstra. Liście pstre, żółtozielone, niektóre całe żółte, inne całe zielone. Stara odmiana znana od końca XVIII wieku.
- H. helix ‘Baltica’ – odmiana bałtycka. Znaleziona w 1907 r. koło Rygi. Liście drobniejsze niż u typu (do 5 cm długości i szerokości), z małymi klapkami bocznymi, ciemnozielone z białymi nerwami. Wyróżnia się odpornością na mróz. Popularna w uprawie w Ameryce Północnej (jako Baltic Ivy) i jedna z bardziej inwazyjnych tam odmian.
- H. helix ‘Boskoop’ – odmiana z liśćmi ciemnozielonymi, trójklapowymi, o wydłużonych i zaostrzonych klapach.
- H. helix ‘Conglomerata’ – odmiana skupiona. Młode pędy grube, spłaszczone, pionowo wzniesione, międzywęźla poniżej 1 cm długości, liście drobne (do 3,5 cm długości), silnie pofalowane, krótkoogonkowe. Młode liście rosną ustawione wyraźnie dwustronnie. Rośnie krzaczasto i powoli. Wyhodowana w szkółkach niemieckich w 1875 r. Podczas ostrych zim przemarza.
- H. helix ‘Deltoidea’ – odmiana trójkątna. Pędy tylko płożące. Liście do 7,5 cm długości, gęsto ułożone, jajowatosercowate, zwykle bez klap, u nasady większych liści blaszka liściowa nachodzi na siebie krawędziami. W surowe zimy przemarza.
- H. helix ‘Erecta’ – odmiana wyprostowana. Wygląda podobnie jak ‘Conglomerata’, ale liście ma większe (do 6 cm długości i szerokości), a na pędach pojawiają się korzenie przybyszowe, choć roślina nie wspina się. Podczas ostrych zim przemarza.
- H. helix ‘Glacier’ – liście szaro-zielone z szerokimi, tępymi klapami i z wąskimi, białymi lub kremowymi brzegami. Znana od 1950 r., popularna w uprawie w Stanach Zjednoczonych i zachodniej Europie.
- H. helix ‘Goldchild’ – liście kształtu typowego, jednak z blaszką marmurkową w ciemnym i jasnym odcieniu zieleni.
- H. helix ‘Golddust’ – liście typowej wielkości i kształtu mają marmurkowe, żółtawe przebarwienia na blaszce liściowej.
- H. helix ‘Goldheart’ – pędy i ogonki liściowe czerwonawe, liście z wyciągniętą klapką środkową, na brzegach ciemnozielone, w środku złocistożółte. Odmiana znaleziona przed 1950 r. we Włoszech, dość odporna na mróz, dobrze zimuje pod śniegiem. Rośliny pnące, niezbyt nadaje się do uprawy jako roślina okrywowa.
- H. helix ‘Green Ripple’ – liście duże, ciemnozielone, pięcioklapowe z zaostrzonymi końcami. Zimą może przemarzać bez okrycia.
- H. helix ‘Ivalace’ – liście drobne (do 4 cm), ciemnozielone i pofałdowane.
- H. helix ‘Kolibri’ – liście marmurkowe z przebarwieniami szaro- i ciemnozielonymi ograniczanymi nerwami, przy brzegach żółtawozielone. W cieplejszym klimacie roślina okrywowa, w Polsce doniczkowa.
- H. helix ‘Miniature Needleponit’ – pokrój gęsty, liście ciemnozielone pięcioklapowe, podobna do ‘Green Riple’, ale liście ma mniejsze, a klapy głębiej wcięte.
- H. helix ‘Parsley Crested’ – liście zielone, okrągławe z zaokrąglonymi, słabo wyciętymi pięcioma klapami, na brzegu silnie faliste.
- H. helix ‘Pedata’ – liście głęboko wcinane, pięcioklapowe, ze środkową klapą wydłużoną.
- H. helix ‘Sagittifolia’ – odmiana strzałkowata. Liście trójklapowe, do 5 cm długości z najdłuższą klapą środkową i zwykle poziomo odstającymi klapami bocznymi. Odmiana angielska sprzed 1867 r., w Polsce dobrze zimuje.
- H. helix ‘Shamrock’ – liście ciemnozielone, trójklapowe, czasem głęboko wcinane aż do powstania liścia podzielonego na trzy listki.
- H. helix ‘Thorndale’ – liście ciemnozielone, pięcioklapowe, szybko rośnie jako pnącze, odmiana mrozoodporna.
- H. helix ‘Woerner’ – odmiana okrywowa, nie wspinająca się, odporna na mróz. Liście ciemnozielone, trójklapowe, słabo wcinane, szersze (7–9 cm) niż dłuższe (6–8 cm).
- H. helix ‘Wonder’ – liście drobne, do 3 cm szerokości, trójklapowe z zaokrąglonymi klapami, pokrój gęsty. Wrażliwa na mróz.

MieszaniecBluszcz utworzył mieszańca międzyrodzajowego z fatsją japońską Fatsia japonica ‘Moseri’ nazywanego fatsjobluszczem lizjańskim (lub fatshederą) ×Fatshedera lizei. Mieszaniec uzyskany został jednorazowo w 1910 r. we Francji i nigdy później już nie udało się powtórzyć tego krzyżowania. Fatsjobluszcz ma liście jak fatsja, pnie się jak bluszcz. W warunkach Polski uprawiany jako roślina doniczkowa lub w terrariach.

## Pochodzenie
Gatunek jest reliktem trzeciorzędowym, znane są jego ślady kopalne z górnego pliocenu (w Polsce z Mizernej). W okresie zlodowaceń zasięg kurczył się do refugiów na południowych krańcach kontynentu europejskiego. Po zlodowaceniu północnopolskim powrócił na ziemie polskie w młodszym okresie borealnym tj. ponad 8400 lat temu. Pojawił się w ówczesnych lasach razem z jemiołą, lipami i dębami, wcześniej w lasach tych pojawiły się i masowo występowały głównie sosna z brzozą, olszą i wiązami. W okresie wyższych temperatur w okresie atlantyckim (przed 5–2,5 tys. laty), bluszcz rozszerzył swój zasięg dalej na północ i wschód niż obecnie.

## Nazewnictwo
W 1468 r. w rękopisie Andrzeja Grzymały bluszcz (Edera repens) wspomniany jest pod nazwą „brostan” co przypomina chorwackie i południowosłowiańskie „brstan”. Nazwa zwyczajowa w zapisie „bluscz” obecna jest w pochodzącym z XV wieku dokumencie Copiarium diplomaticum praemislaeum, w identycznym zapisie pojawia się w Herbarzu Marcina z Urzędowa (XVI w.). O „bluszczu białym” pisał Marcin Siennik w Herbarzu z 1568 r., a o „bluszczu drzewnym” Syreniusz w Zielniku z 1613 i Hieronim Spyczyński w 1554 r. W dawnych źródłach pojawiają się też określenia „bluszcz dziki” i „bluszcz leśny”. Nazwa „bluszcz pospolity” pojawia się w XIX wieku.
Nazwa naukowa Hedera jest klasyczną nazwą bluszczu, też w zapisie edera. Pochodzi prawdopodobnie z greckiego, gdzie słowo hédra oznacza umocowanie, siedzenie (nawiązanie do czepnych korzeni). Jako nazwę rodzajową słowa Hedera pierwszy użył Joseph Pitton de Tournefort, ale autorem ważnej nazwy jest Karol Linneusz. Nazwa gatunkowa helix wprowadzona przez Linneusza, jest określeniem dla bluszczu zastosowanym przez Pliniusza Starszego i pochodzi prawdopodobnie także od greckiego słowa helíssein oznaczającego wić się, owijać.

## Zagrożenia i ochrona
W Polsce bluszcz pospolity podlegał ochronie prawnej od roku 1946 do roku 2014. W 1957 ochroną ścisłą objęto tylko okazy kwitnące. Wynikało to stąd, że jeszcze wiele lat po powojennej zmianie granic Polski, wciąż pokutowało przeświadczenie o rzadkości występowania kwitnących okazów bluszczu w kraju. Jeszcze w 1961 roku pisano, że bluszcz kwitnie w Polsce tylko na 5 stanowiskach naturalnych (podając faktycznie nieliczne takie stanowiska w granicach Polski przedwojennej). W 1995 roku w znowelizowanym rozporządzeniu zniesiono ograniczenie ochrony do okazów kwitnących i objęto ochroną wszystkie rośliny, co utrzymane zostało w kolejnych i obowiązujących do 2014 r. przepisach, przy czym od 2004 r. zmniejszono status ochrony ze ścisłej do częściowej. Prawnej ochronie gatunkowej podlegały tylko rośliny na stanowiskach naturalnych. W związku z ochroną prawną okazy rosnące w lasach musiały być zachowywane, chyba że technologia prac prowadzonych w lasach to uniemożliwiała przy braku rozwiązań alternatywnych i braku zagrożenia dla populacji. W praktyce zalecało się podczas pozyskiwania drewna zachowywanie wszystkich drzew stanowiących podporę dla bluszczu. Bluszcz od 2014 roku nie podlega ochronie gatunkowej.
Okazy bluszczu mogą być jednak chronione prawnie jako pomniki przyrody. W takim przypadku także rosnąc na terenie zieleni urządzonej np. w parku lub na cmentarzu. Przykładem tej formy ochrony może być grupa 17 okazałych dębów szypułkowych porośniętych kwitnącymi okazami bluszczu w Puszczy Bukowej pod Szczecinem (Nadleśnictwo Gryfino, leśnictwo Binowo, oddz. 361).
Gatunek nie jest zagrożony w skali krajowej i nie jest wymieniany w regionalnych czerwonych listach roślin zagrożonych. Intencją wprowadzenia ochrony prawnej było zachowanie starych i kwitnących okazów, nadających szczególny urok lasom, w polskich warunkach zwykle pozbawionych udziału pnączy.
Bluszcz posiada status gatunku zagrożonego w Estonii, gdzie znajduje się na granicy zasięgu. Tam też podlega ochronie prawnej. Jako gatunek najmniejszej troski wymieniony jest także w czerwonej księdze Wielkiej Brytanii.

## Zastosowanie

### Roślina ozdobna

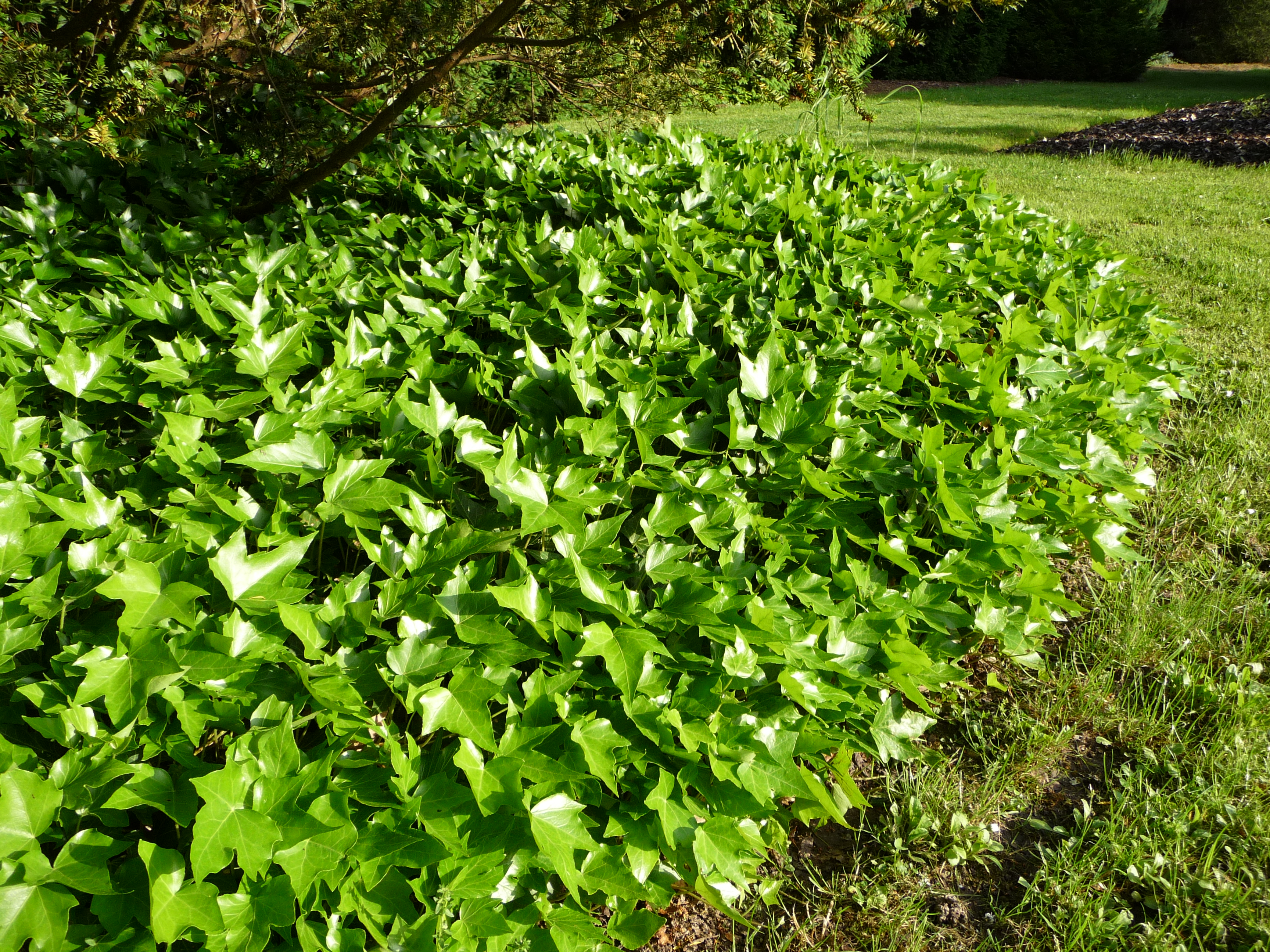
Bluszcz odmiany ‘Green Ripple’ rosnący jako roślina okrywowa

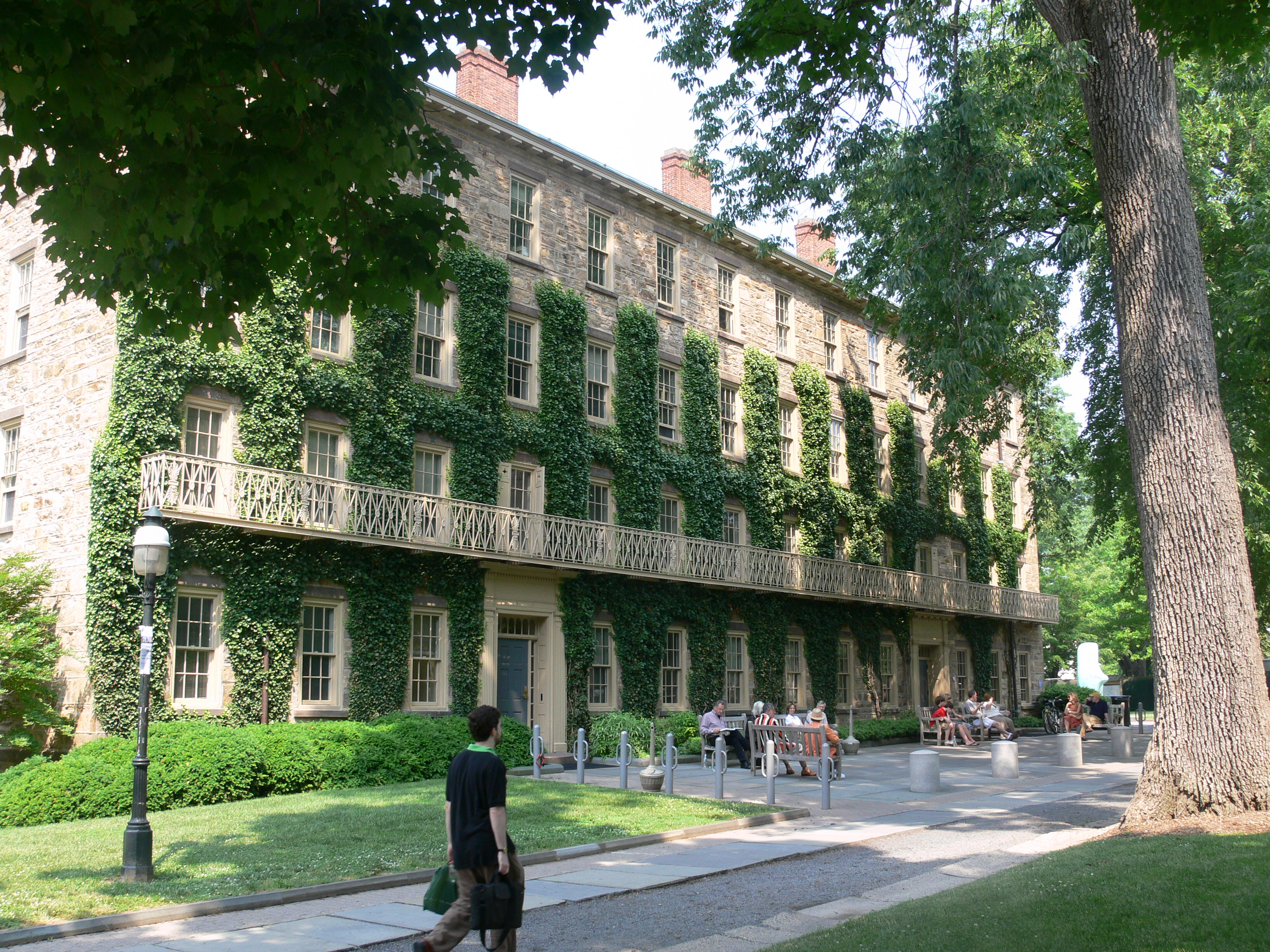
Ściana budynku West College Princeton University porośnięta bluszczem. Uczelnia wchodzi w skład Ligi Bluszczowej

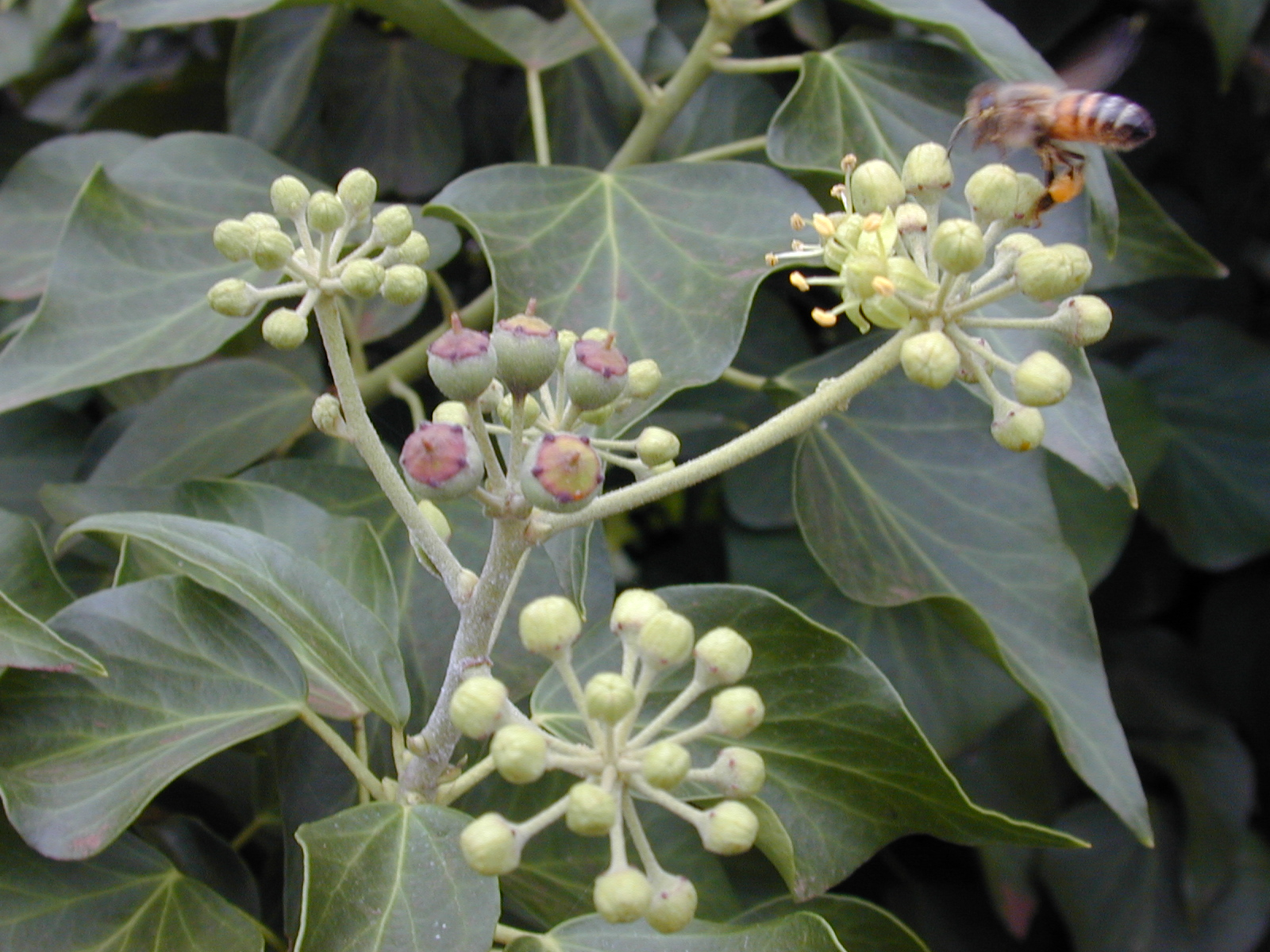
Pszczoła z pyłkiem bluszczu na odnóżach

Uprawiany jest jako roślina ozdobna już od czasów starożytnych, współcześnie w parkach, ogrodach i na cmentarzach oraz wewnątrz budynków jako roślina doniczkowa. Stosowany jest zarówno jako roślina okrywowa, jak i pnącze. Tworzy zwarte kobierce w miejscach zacienionych, pod koronami drzew, między budynkami. Jako roślina okrywowa pozwala pozbyć się problemu chwastów, bowiem tworzy zwarte, jednogatunkowe agregacje. Okrywa mury, ściany i ogrodzenia, przy czym uchodzi za jedyne pnącze okrywające ściany, które nie zwiększa przy tym ich zawilgocenia. Korzenie czepne przywierając jedynie do muru nie powodują żadnych jego uszkodzeń, o ile jest on w dobrym stanie. Dodatkowo zwarta, zimozielona okrywa stanowi warstwę izolującą dla budynku. Jako gatunek długowieczny tworzy bardzo trwałą, zieloną okrywę wielu zabytkowych budynków i ruin. Ściany starych budynków pokryte zielonym kobiercem bluszczu stały się powodem określenia stowarzyszenia ośmiu elitarnych uniwersytetów amerykańskich mianem Ligi Bluszczowej. Walory ozdobne bluszczu zwiększa jego ogromna zmienność, dzięki czemu powstały setki odmian pozwalających na odpowiednie do potrzeb dobranie roślin o określonym pokroju, tempie wzrostu, wymaganiach siedliskowych i klimatycznych.

### Roślina lecznicza
Surowiec zielarskiLiść bluszczu Folium Hederae helicis (Uwaga: używane dawniej nazwy Herba Hederae terrestris i Tinctura Hederae odnosiły się odpowiednio do ziela i nalewki bluszczyka kurdybanka). Liście zbiera się według różnych źródeł albo wiosną, albo pod koniec lata i suszy w miejscach zacienionych i przewiewnych. Stosowany jest także wyciąg z drewna i kory. W ostatnich wydaniach Farmakopea polonica bluszcz nie jest wymieniany, jednak stosowany jest w lecznictwie oficjalnym niektórych krajów, np. w Niemczech od roku 1968. W Polsce dostępne są gotowe preparaty o działaniu przeciwzapalnym i wykrztuśnym:
- Hedelix (syrop)
- Hederasal (syrop)
- Hederoin (tabletki)
- Hedussin (syrop)
- HeliPico (syrop)
- Herbion na kaszel mokry (syrop)
- PiniHelix (płyn doustny)
- Prospan (syrop, krople doustne, pastylki miękkie)
- Tuspan (syrop)

DziałanieWyciągi stosowane były w lecznictwie ludowym jako środek wykrztuśny przy nieżytach górnych dróg oddechowych, żółciopędny, przeciwgośćcowy i przeciwzapalny, kora stosowana była w leczeniu kiły. W kilku badaniach potwierdzono skuteczność leczenia przewlekłego zapalenia oskrzeli. Współcześnie wyciągi są wciąż stosowane ze względu na właściwości wykrztuśne, przeciwskurczowe i antygrzybiczne w lekach wykrztuśnych. Mechanizm działania spazmolitycznego (rozkurczowego), zmniejszanie skurczu mięśni gładkich i rozszerzanie oskrzeli oraz działanie antybakteryjne (co jest zasługą saponin triterpenowych), poznany i dowiedziony jest jako skuteczny w badaniach biologicznych i biofizycznych. Wyciągi wykazują obiecujące działanie przeciwgrzybicze na Candida albicans i przeciwpasożytnicze. Właściwości wykrztuśne saponin tłumaczone są bezpośrednim pobudzaniem nerwu błędnego w żołądku. Pobudzają krwawienia miesięczne u kobiet i wykazują słabe właściwości antymitotyczne, a nawet przeciwnowotworowe. Zewnętrznie stosuje się na miejsca bolesne u chorych na reumatoidalne zapalenie stawów, w mieszankach z wrotyczem, piołunem i liśćmi orzecha włoskiego przeciw wszawicy i świerzbowi. Liście bluszczu używane są także w mieszankach ziołowych do przygotowywania naparów stosowanych w postaci okładów przy zapaleniu tkanki łącznej lub skóry, trądziku, wyprysku, pokrzywce i odmrożeniach. Hederyna ma także działanie nasercowe i uspokajające. Sok ze świeżych pędów służy do wyrobu preparatów homeopatycznych. Wyciągi z bluszczu stosowane są zewnętrznie pomocniczo przy gośćcu stawowym.
DawkowanieZaleca się stosowanie wyłącznie preparatów gotowych, dostępnych w aptekach i ścisłe przestrzeganie sposobu dawkowania podanego w ulotce lub na opakowaniu. Stosowanie przetworów domowych lub dawek większych niż zalecane może spowodować podrażnienie żołądka i jelit, wymioty i biegunki. Zalecana dawka wynosi 1,5 g liści dwa razy dziennie. Przeciwwskazaniem w stosowaniu jest ciąża.

### Roślina kosmetyczna
Saponiny zawarte w ekstrakcie z bluszczu (zwłaszcza wyciągi z drewna) są surfaktantami obniżającymi napięcie powierzchniowe. Z tego powodu ekstrakt stosowany jest w środkach kosmetycznych, ułatwia wnikanie w skórę innych składników preparatów oraz rozpuszczanie tłuszczów, działa zmiękczająco. Znajduje zastosowanie jako składnik preparatów służących do zwalczania cellulitu i łagodzących podrażnienia skóry. Wywar z liści używany do płukania włosów powoduje ich przyciemnienie.

### Roślina miododajna
Jako roślinę miododajną zaleca się sadzić odmiany powstałe z sadzonkowania pędów płodnych, które kwitną corocznie od młodego wieku. Walorem bluszczu jako rośliny miododajnej jest późny termin kwitnienia, w czasie którego innych roślin dostarczających pożytku pszczołom jest już bardzo niewiele. Atutem jest też obfite kwitnienie oraz wysoka zawartość cukrów w nektarze i łatwo dostępny pyłek. Zawartość cukrów w nektarze zależna jest od wilgotności względnej powietrza i wynosi średnio od 25 do 53%, w dni słoneczne i suche nawet ponad 65%. Jedna roślina dostarcza w wytwarzanym nektarze od 48 do 160 g cukrów. Miód bluszczowy jest ciemny i smaczny.

### Inne zastosowania
Dawniej używano porowatego drewna bluszczu do filtrowania (starożytni wierzyli, że możliwe jest za jego pomocą oddzielenie wody od wina). Drewno używane jest do czasów współczesnych w tokarstwie. Żywica Gummiresina Hederae koloru żółto-czerwonego i silnej aromatycznej woni, uzyskiwana głównie z owoców, stosowana była do wyrobu kadzidła i w stomatologii. W starożytnej Grecji stosowano bluszcz także do usuwania skutków upojenia alkoholowego po spożyciu wina – poprzez wypicie wina, w którym najpierw utłuczono garść liści bluszczu, a następnie delikatnie je zagotowano.  W okresie zimowym bluszcz zjadany jest przez zwierzęta i od neolitu do co najmniej XVI wieku stosowany był jako pasza. W związku ze słabą palnością zalecany jest do nasadzeń w lasach okresowo suchych w celu ograniczenia ryzyka pożarowego. Wywar z liści może służyć do odnawiania czarnych tkanin. Liście zagotowane wraz z sodą mogą być substytutem detergentów stosowanych do prania ubrań, a z pędów można uzyskiwać brązowy i żółty barwnik. Obecność bluszczu w pomieszczeniach, poza poprawą estetyki jest korzystna dla zachowania odpowiedniego stanu powietrza. Bluszcz wchłania bowiem szereg substancji toksycznych, skuteczny jest zwłaszcza w usuwaniu oparów formaldehydu.

## Uprawa

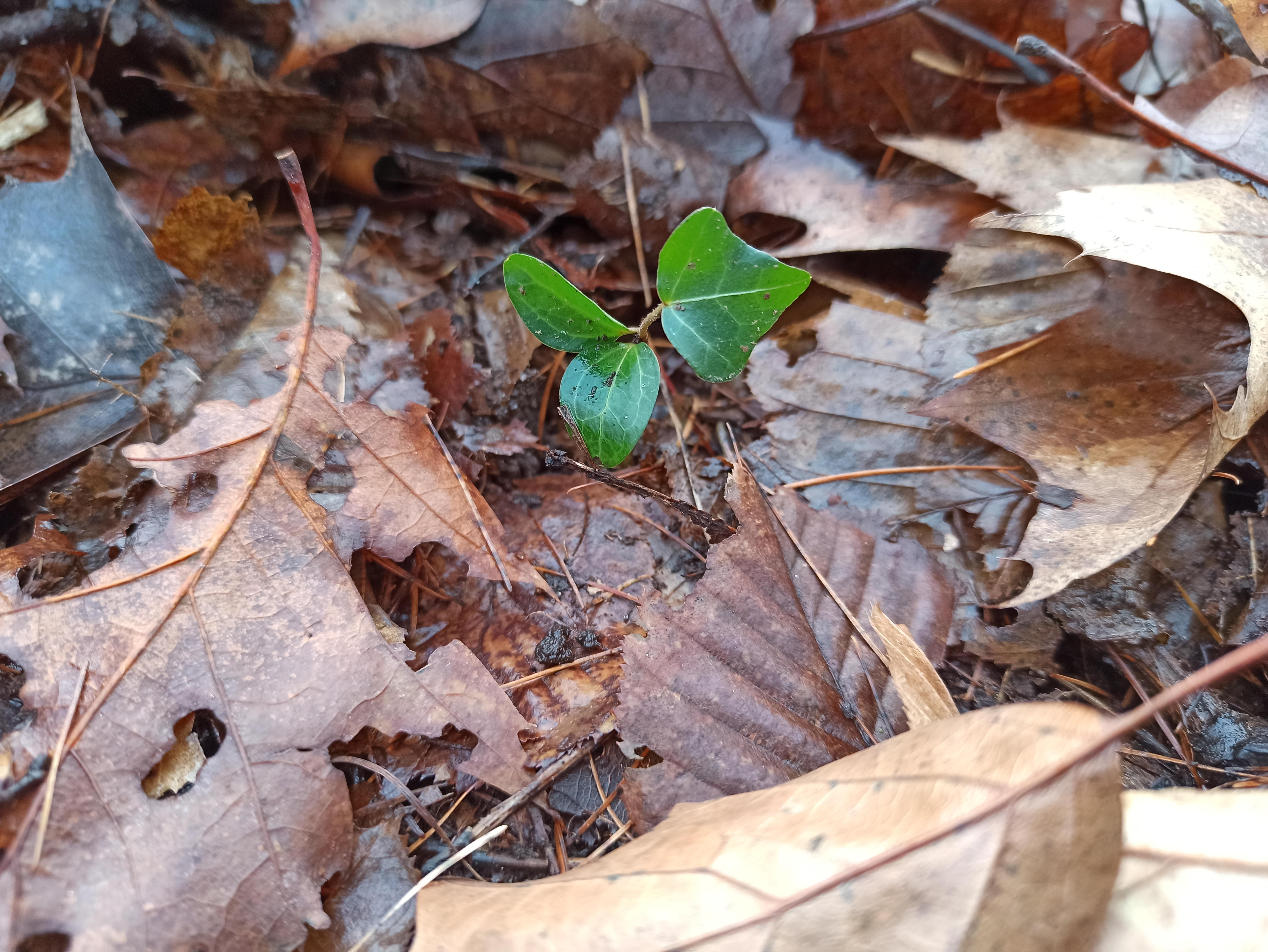
Siewka bluszczu pospolitego z liścieniami i pierwszym liściem

W uprawie gruntowej poza roślinami typowymi dla gatunku stosuje się w Polsce około 10 odmian. Ze względu na wpływ klimatu kontynentalnego w środkowej i wschodniej Polsce nadaje się do uprawy raczej tylko jako roślina okrywowa. Jako wysokie pnącze do okrywania ścian i drzew zalecany jest w Polsce zachodniej. Przy wyborze odmiany do uprawy należy zwracać uwagę na sposób jej wzrostu i wymagania – istnieją odmiany nadające się do nasadzeń jako solitery (np. ‘Arborescens’) lub jako rośliny okrywowe, słabo pnące (np. ‘Green Riple’). Większość odmian uprawianych jest w polskich warunkach klimatycznych jako rośliny doniczkowe. Przedstawicieli gatunku typowego nie uprawia się w warunkach domowych ze względu na silny wzrost i możliwość uszkodzenia ścian i mebli przez czepne korzenie.
WymaganiaWobec gleby bluszcz jest tolerancyjny, jednak najlepiej rośnie na glebach świeżych i próchnicznych. Jest jednym z najbardziej cienioznośnych pnączy. W surowe zimy może przemarzać (zwłaszcza młode okazy), starsze zwykle odbijają z szyi korzeniowej. Przykryty warstwą śniegu dobrze zimuje. Odporność na zanieczyszczenia powietrza czyni go rośliną przydatną do uprawy w warunkach miejskich. Dawniej bluszcz w warunkach domowych uprawiany był w pomieszczeniach chłodnych i słabo oświetlonych. Nowe odmiany wymagają wyższych temperatur. Zaleca się, by w okresie jesienno-zimowego spoczynku odmiany o zielonych liściach trzymać w temperaturach 8–12 °C, a odmiany pstrolistne w temperaturze 10–15 °C. Jeśli obniżenie temperatur w okresie zimowym nie jest możliwe, roślina powinna być dobrze doświetlona, bo inaczej w cieple wybuja, poza tym należy ją w takiej sytuacji zraszać przynajmniej raz na tydzień. W tym czasie też należy bluszcz podlewać bardzo umiarkowanie (zbyt obfite podlewanie zimą powoduje żółknięcie liści). Wiosną i latem wskazane jest cotygodniowe nawożenie bluszczu uprawianego w doniczkach i regularne, obfite podlewanie. Bluszcze należy chronić przed bezpośrednim słońcem. Najlepiej rosną w świetle rozproszonym i tylko odmiany pstrolistne wymagają więcej światła.
RozmnażanieNajskuteczniej rozmnaża się wegetatywnie z jedno- lub dwuwęzłowych sadzonek odcinanych z pędów od późnej wiosny do wczesnej jesieni, sadzonych do doniczek z żyzną, próchniczną ziemią. Sadzonki podczas zimy należy hartować chroniąc jednak przed silnym mrozem. Wysadza się je wiosną i dla wzmocnienia latem regularnie podlewa się i nawozi. Można też pozyskiwać sadzonki późną jesienią, ukorzenić w doniczkach przez zimę i wysadzić wiosną do gruntu. Można także rozmnażać przez odkłady. Sadzonki pozyskane z młodych roślin ukorzeniają się najlepiej, a w przypadku odmian odbiegających od typu, sadzonki takie zachowują najlepiej cechy wyróżniające. Poza tym możliwe i skuteczne jest rozmnażanie z nasion. Wysiane na wiosnę wschodzą dobrze, a rośliny tak uzyskane pną się lepiej, niż te pochodzące z ukorzeniania sadzonek.
PielęgnacjaRośliny uprawiane jako doniczkowe zaleca się przesadzać corocznie lub co dwa lata wczesną wiosną. Należy je przesadzać z możliwie nienaruszoną bryłą ziemi z doniczki. Długie pędy można skracać, choć za szczególnie efektowne uważane są bluszcze o naturalnym pokroju. Stare (rosnące w gruncie), bezlistne u dołu okazy można przyciąć krótko w celu odmłodzenia. Cięcia zachowawcze wykonywać należy w marcu. Usunąć należy wówczas pędy uszkodzone przez mróz, w przypadku odmian pstrolistnych skrócenie długich pędów pozwala otrzymać liście większe, a prześwietlenie rośliny skutkuje bardziej kontrastowym wybarwieniem liści. W uprawie odmian pstrolistnych ważne dla zachowania ich walorów jest usuwanie pojawiających się pędów z typowo wykształconymi, zielonymi liśćmi. Podczas zim niektóre odmiany wrażliwe na mróz należy chronić przed niskimi temperaturami (okrywać). W przypadku pojawienia się oznak chorób grzybowych (okrągławe, brunatne plamy) chore liście należy usuwać i palić.
ZwalczanieJako gatunek inwazyjny poza swym naturalnym zasięgiem oraz w pewnych sytuacjach zbyt ekspansywny w miejscach uprawy, bluszcz może być zwalczany ręcznie, mechanicznie lub chemicznie. Nie ma biologicznych metod ograniczania ekspansji bluszczu. Gruba warstwa wosków na powierzchni blaszki liściowej ogranicza skuteczność działania herbicydów. Zalecane jest w związku z tym smarowanie herbicydami naciętych pędów lub ręczne usuwanie roślin (cięcie mechaniczne jest konieczne w przypadku starszych, silnie zdrewniałych okazów). Systematyczne, fizyczne usuwanie roślin z miejsc niepożądanych oceniane jest jako najbardziej skuteczne.

## Szkodniki, roślinożercy i choroby

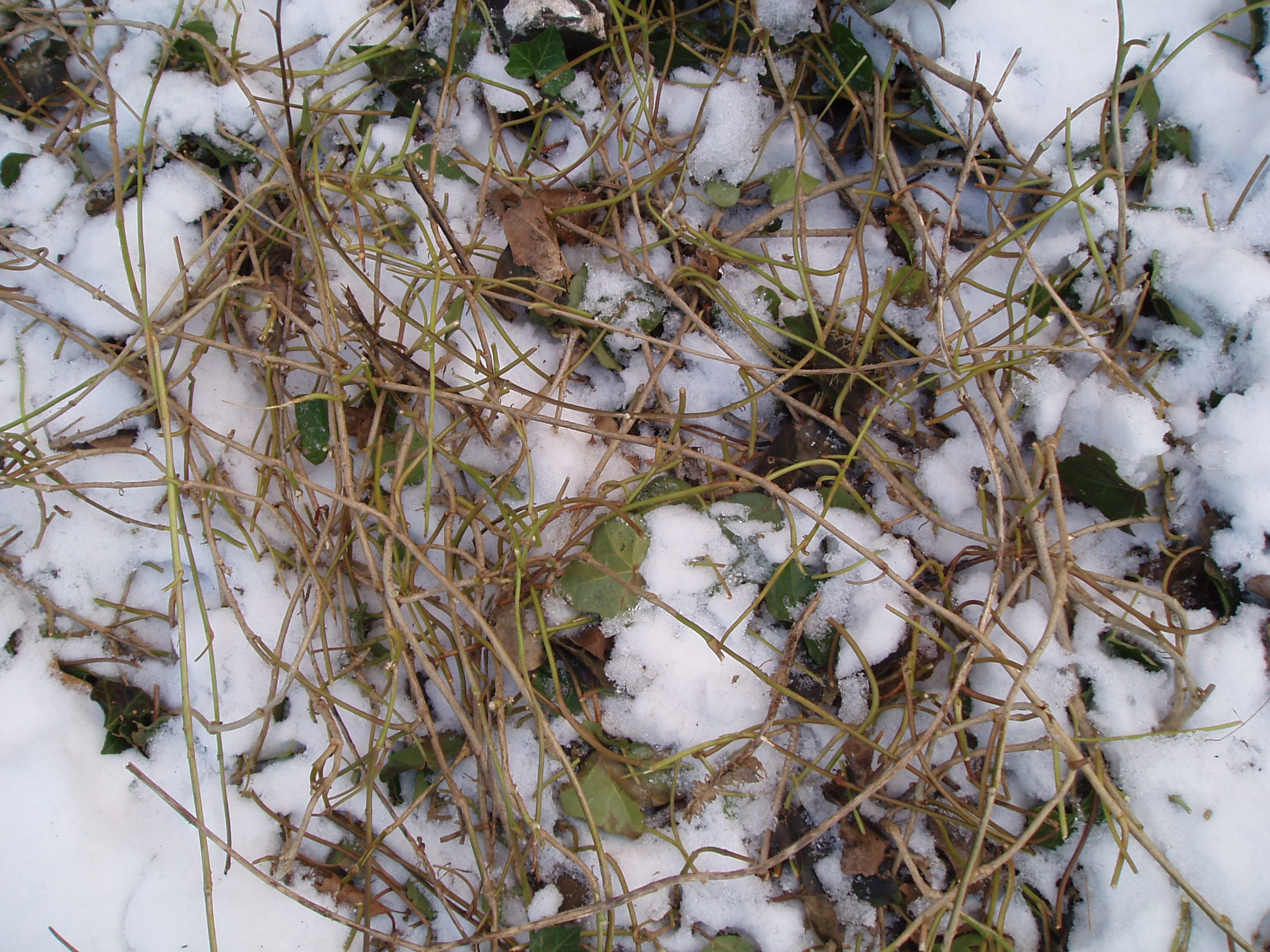
Pędy bluszczu ogryzione przez sarnę

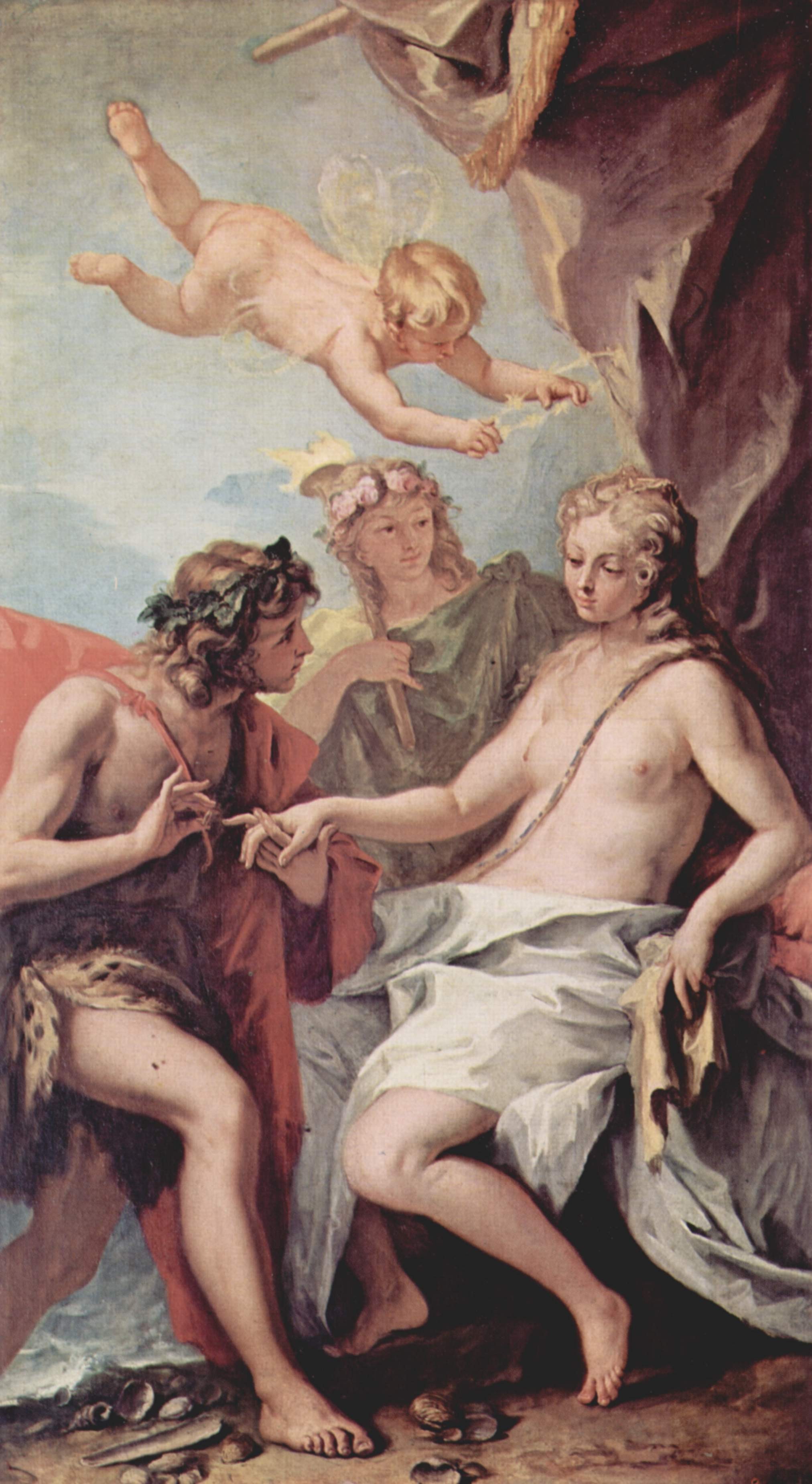
Dionizos w wieńcu z bluszczu na głowie i Ariadna na obrazie Sebastiano Ricciego z 1713 r.

Bluszcz należy do roślin rzadko zapadających na choroby pasożytnicze i rzadko jest atakowany przez szkodniki.
Wśród korzeni bluszczu występują niektóre nicienie (Meloidogyne sp.). Związana jest z nim długa lista stawonogów (zwłaszcza pajęczaków i larw motyli), unikają go jednak ślimaki. Bluszcz uprawiany w warunkach domowych może być atakowany przez przędziorki, tarczniki i miseczniki, przy czym szczególnie narażone są rośliny uprawiane w pomieszczeniach suchych.
Mimo obecności wielu wtórnych metabolitów szkodliwych dla zdrowia człowieka, liście i młode pędy bluszczu stanowią pożywienie dla wielu gatunków roślinożerców. Bluszczem żywią się zimą lub głównie zimą, gdy brak bardziej atrakcyjnego pożywienia, takie gatunki jak sarna, daniel i jeleń szlachetny. Zgryzają bluszcz także owce, przy czym zarówno one, jak i wymienione wcześniej dzikie zwierzęta potrafią znacząco ograniczyć liczebność bluszczu w runie leśnym lub kolonizującego tereny trawiaste (co zdarza się nierzadko w klimacie atlantyckim). W eksperymentach dowiedziono także, że kozy karmione bluszczem, spożywały jednorazowo niewielkie jego ilości, ale już mając możliwość spożywania liści różnych gatunków zawierających różne toksyny (saponiny i taniny), zjadały pożywienia znacznie więcej. Świadczyć to może o wzajemnym blokowaniu działania fitotoksyn i o umiejętności unikania dawek szkodliwych przez zwierzęta.
Na bluszczu stwierdzono pasożytowanie dwóch gatunków roślin – zarazy bluszczowej (Orobanche hederae z rodziny zarazowatych) i Osyris alba (z rodziny sandałowcowatych). Pierwszy z gatunków pojawia się w polskiej florze przejściowo jako efemerofit, drugi jest półpasożytem o szerokim spektrum roślin żywicielskich występującym w południowej Europie.
Na bluszczu stwierdzono dziesiątki gatunków grzybów, znaczna część jednak pojawia się na organach martwych lub zamierających. Problematycznymi patogenami ze względu na uszkodzenia powodowane w bluszczach uprawianych są zwłaszcza bakterie z rodzaju Xanthomonas (X. ederae i X. campestris) oraz grzyb Colletotrichum trichellum (Fr. ex Fr.) Duke. Bakterie powodują powstawanie okrągłych, ciemnobrązowych do czarnych plam na liściach, ich żółknięcie i opadanie. Grzyb powoduje powstawanie na liściach zgorzeli w postaci nieregularnych, rozległych jasnych plam brązowo obrzeżonych z drobnymi ciemnobrązowymi punktami. Rośliny rosną wolno, część pędów zamiera. Rośliny zainfekowane bakteriami lub grzybami należy zniszczyć, ew. można próbować ograniczyć rozwój lub zwalczyć infekcję środkami grzybobójczymi lub regularnym nawilżaniem powierzchni liści. Wiązki przewodzące uszkadzane są także przez rabdowirusa IVCV (ang. ivy vein clearing virus). W polskich szklarniach stwierdzono na większości badanych roślin bluszczu lęgniowca Phytophthora tropicalis powodującego przebarwienia liści i martwice u nasady pędu. Populacja bluszczu we Włoszech została znacznie ograniczona przez grzyb Phoma hedericola.

## Obecność w kulturze i sztuce

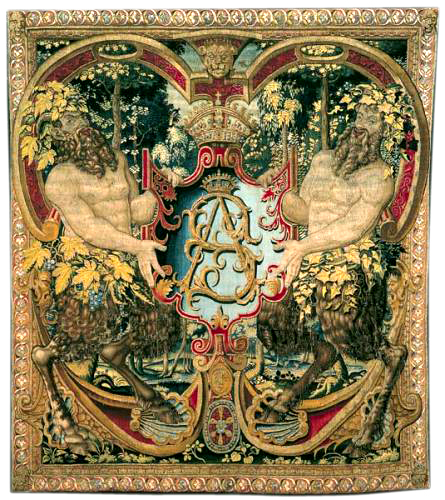
Arras wawelski z monogramem Zygmunta Augusta, satyr po prawej z wieńcem bluszczu, XVI wiek

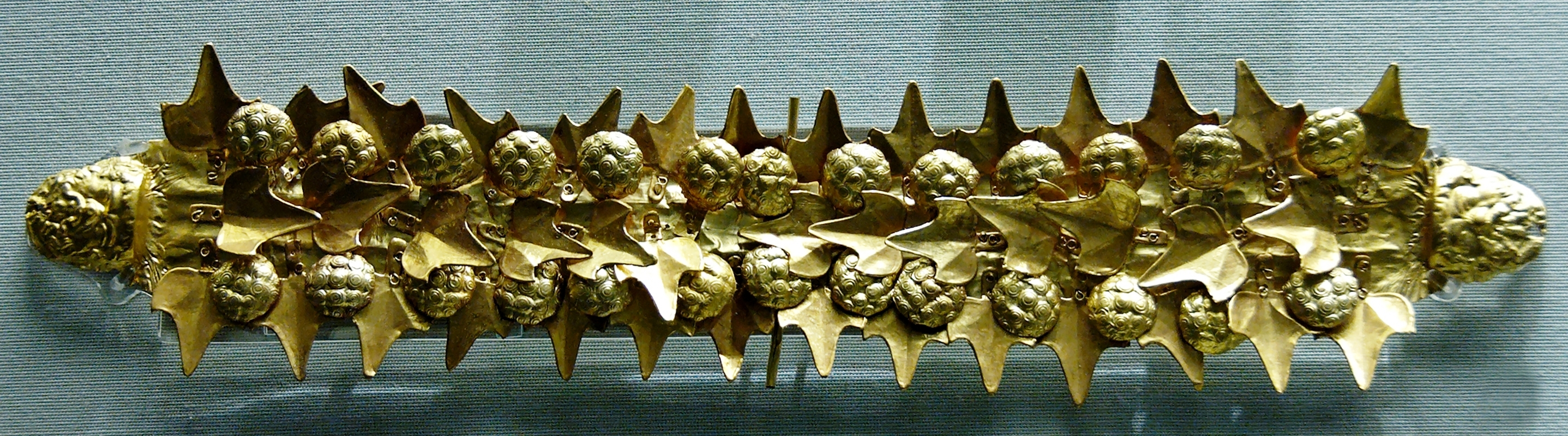
Złoty wieniec bluszczowy z IV w. p.n.e. z Tarquinia (sztuka etruska)

Liście i wijące się pędy bluszczu już od starożytności stanowią motyw rozmaitych ornamentów, a sama roślina ma ważne znaczenie symboliczne, odgrywa istotną rolę w mitologiach i kultach.
W starożytnym Egipcie bluszcz był zwany Drzewem Ozyrysa i poświęcony temu bogu.
W starożytnej Grecji obecny był w kultach wielu bogów. Według mitologii greckiej Dionizos został ocalony przez bluszcz w cudowny sposób i dlatego przedstawiany był zwykle z wieńcem bluszczu na głowie. Stąd też pochodzi jego przezwisko – Kistostephanos, czyli zwieńczony bluszczem. Uosobieniem bluszczu był Kissos – młodzieniec z orszaku Dionizosa, skoczek, który po swojej tragicznej śmierci podczas jednego ze skoków przemieniony został w bluszcz. Wieniec z bluszczu był też atrybutem muzy Talii. Wieńce takie wręczano w Grecji także nowożeńcom jako symbol wierności. Wizerunek bluszczu umieszczano na monetach bitych w Azji Mniejszej i na wyspie Naksos. O pozytywnym wizerunku bluszczu w mitologii świadczy też to, że mściwa i zazdrosna Hera bluszczu nienawidziła. W czasie orgii dionizyjskich żuto bluszcz dla dodania sił witalnych oraz dodawano do trunków jako afrodyzjak. Później, w czasach rzymskich, bluszcz odgrywał istotną rolę w kulcie Bachusa – odpowiednika Dionizosa. Pnącze to było także atrybutem bóstw ściśle związanych z przyrodą w mitologii frygijskiej – Attisowi i Kybele oraz Saturna (bluszcz używany był podczas Saturnaliów) i bogini Cissia. O znaczeniu religijnym bluszczu świadczy to, że w ramach hellenizacji Izraela właśnie do chodzenia w bluszczowych wieńcach na cześć Bachusa Żydzi zostali przymuszeni przez Antiocha IV Epifanesa (2 Księga Machabejska 6, 7). W starożytnym Rzymie wieńcami bluszczu ozdabiano nie tylko Bachusa, ale także poetów, przy czym poświęcony im był podgatunek H. helix subsp. poetarum o żółtych owocach.
Celtowie czcili bluszcz jako „Zielonego Męża” – boga zimy. Ozdabiali nim domostwa w czasie przesilenia zimowego wraz z jemiołą i ostrokrzewem.
Rola bluszczu w wierzeniach i zdobnictwie starożytnym znalazła odzwierciedlenie w późniejszych dziełach artystycznych odwołujących się do motywów klasycznych. Wieńce z bluszczu przedstawiane są na obrazach, rzeźbach, a także arrasach. Bluszcz przedstawił na jednym ze swoich rysunków Vincent van Gogh pt. Zakątek parku w zakładzie leczniczym Saint-Paul z maja 1889.
W przedchrześcijańskiej Europie bluszcz, podobnie jak i inne zimozielone rośliny, symbolizował wieczność i trwałość życia w trudnym okresie zimy. W różnych miejscach kontynentu popularny był zwyczaj (w wielu wciąż jeszcze jest) dekorowania domostw zimozielonymi roślinami, w tym bluszczem. Rośliny te miały chronić dom i domowników przed złośliwościami chochlików (goblinów), szczególnie dokuczliwymi w okresie zimy. W pierwszych wiekach chrześcijaństwa bluszczem wciąż jeszcze dekorowano domostwa i kościoły podczas święta Bożego Narodzenia, co później zostało zakazane jako obyczaj pogański. Jako symbol wierności sadzony był od czasów starożytnych w miejscach pochówków i wciąż jest często obecny na cmentarzach. Nieśmiertelność symbolizuje na obrazach przedstawiających motyw marności (vanitas), zwykle w postaci wieńca na czaszce.
Poza ww. ideami i uczuciami bluszcz symbolizuje także: miłość, przywiązanie, przyjaźń, żeńskość, potrzebę opieki, tęsknotę, wegetację, ambicję, niepamięć, smutek. Jest też żeńskim symbolem siły potrzebującej ochrony.
Dawniej symbol bluszczu wspinającego się po tyczce (w Anglii) lub pęk jego pędów (starożytny Rzym) był symbolem gospody, winiarni lub składu win. Bluszcz symbolizował dobrą jakość trunków, ponieważ wierzono, że potrafi oddzielić wino od wody. Tłumaczy się to też tym, że bluszcz uchodził za pnącze silniejsze od winorośli potrafiące je opleść i zadusić, zatem symbolizował też i z tego powodu mocny trunek. W języku angielskim istnieje przysłowie Good wine needs no bush, w którym bush oznacza bluszcz (odpowiednik polskiego dobry towar nie potrzebuje reklamy). .
W kulturze anglosaskiej bluszcz cieszy się złą sławą, nie tylko z powodu swej inwazyjności, ale także za sprawą podobieństwa nazwy zwyczajowej do silnie trującego i ekspansywnego oparzeńca jadowitego (Rhus toxicodendron) – po angielsku poison ivy (poison = trujący, ivy = bluszcz). Mimo że nazwa dotyczy innej rośliny, mylenie roślin jest powszechne. W amerykańskim dreszczowcu z 1992 r. pt. Trujący bluszcz (Poison Ivy) bohaterka o przezwisku Ivy doprowadza do rozbicia szczęśliwą rodzinę, a jej przezwisko nawiązuje do tatuażu (krzyż opleciony bluszczem) i toksyczności sumaka jadowitego. W serialu i komiksach o Batmanie jedną z jego przeciwniczek jest biolog Dr. Pamela Lilian Isley zwana Trującym Bluszczem (ang. Poison Ivy), walcząca za pomocą toksycznych roślin. Mimo że jej przezwisko i metody walki nawiązują do trującego sumaka jadowitego, w przedstawieniach plastycznych jako postać komiksowa lub filmowa, a także w tłumaczeniach polskojęzycznych kojarzona jest jednoznacznie z bluszczem.